# 좌의정
좌의정(左議政)은 의정부 3의정의 하나인 정 1품 벼슬로 지금의 국회의장 격과 같거나 비슷한 직책에 속한다. 1414년(태종 14년)에 의정부판사(議政府判事) 2명이 좌·우의정으로 나뉘면서 생겼다. 좌상(左相), 좌정승(左政丞) 등으로도 불렸다. 좌의정을 거쳐 영의정을 한 사람이 많다.

## 역대 좌의정

### 태조

#### 문하좌시중
| 대수 | 성명            | 본관        | 취임일                          | 퇴임일                          | 자          | 아호        | 시호        | 붕당       | 비고                |
| ---- | --------------- | ----------- | ------------------------------- | ------------------------------- | ----------- | ----------- | ----------- | ---------- | ------------------- |
| 1    | 배극렴 (裵克廉) | 성주 (星州) | 태조 1년(1392년) 음력 7월 17일  | 태조 1년(1392년) 음력 11월 24일 | 양가 (量可) | 필암 (筆菴) | 정절 (貞節) | 급진개혁파 | 병으로 사직         |
| 2    | 조준 (趙浚)     | 평양 (平陽) | 태조 1년(1392년) 음력 12월 13일 | 태조 3년(1394년) 음력 10월 10일 | 명중 (明仲) | 우재 (吁齋) | 문충 (文忠) | 개국공신   | 문하좌정승으로 개칭 |

#### 문하좌정승
- 태조 3년(1394년) 음력 10월 10일, '시중'을 '정승'으로 고치면서, '문하좌시중'을 '문하좌정승'으로 부르기 시작하였다.

| 대수 | 성명        | 본관        | 취임일                          | 퇴임일                          | 자          | 아호        | 시호        | 붕당     | 비고 |
| ---- | ----------- | ----------- | ------------------------------- | ------------------------------- | ----------- | ----------- | ----------- | -------- | ---- |
| 1    | 조준 (趙浚) | 평양 (平陽) | 태조 3년(1394년) 음력 10월 10일 | 정종 원년(1399년) 음력 12월 1일 | 명중 (明仲) | 우재 (吁齋) | 문충 (文忠) | 개국공신 |      |

### 정종

#### 문하좌정승
| 대수 | 성명            | 본관        | 취임일                          | 퇴임일                          | 자          | 아호            | 시호        | 붕당     | 비고                        |
| ---- | --------------- | ----------- | ------------------------------- | ------------------------------- | ----------- | --------------- | ----------- | -------- | --------------------------- |
| 2    | 심덕부 (沈德符) | 청송 (靑松) | 정종 1년(1399년) 음력 12월 1일  | 정종 2년(1400년) 음력 3월 3일   | 득지 (得之) | 노당 (蘆堂)     | 정안 (定安) | 개국공신 | 늙었다는 이유로 사직을 청함 |
| 3    | 성석린 (成石璘) | 창녕 (昌寧) | 정종 2년(1400년) 음력 3월 15일  | 정종 2년(1400년) 음력 9월 8일   | 자수 (自修) | 독곡 (獨谷)     | 문경 (文景) | 좌명공신 | 어머니가 늙어서 사직을 청함 |
| 4    | 민제 (閔霽)     | 여흥 (驪興) | 정종 2년(1400년) 음력 9월 8일   | 정종 2년(1400년) 음력 11월 13일 | 중회 (仲晦) | 어은 (漁隱)     | 문도 (文度) | 정사공신 |                             |
| 5    | 이거이 (李居易) | 청주 (淸州) | 정종 2년(1400년) 음력 11월 13일 | 태종 1년(1401년) 음력 3월 29일  | 낙천 (樂天) | 청허자 (淸虛子) | 문도 (文度) | 정사공신 |                             |

### 태종

#### 문하좌정승
| 대수 | 성명            | 본관        | 취임일                            | 퇴임일                          | 자          | 아호        | 시호        | 붕당     | 비고 |
| ---- | --------------- | ----------- | --------------------------------- | ------------------------------- | ----------- | ----------- | ----------- | -------- | ---- |
| 6    | 김사형 (金士衡) | 안동 (安東) | 태종 원년(1401년) 음력 윤 3월 1일 | 태종 원년(1401년) 음력 7월 13일 | 평보 (平甫) | 낙포 (洛圃) | 익원 (翼元) | 개국공신 |      |

#### 좌정승
- 태종 원년(1401년) 음력 7월 13일, 관제 개편으로 문하부가 폐지되고, 의정부가 세워지면서 좌정승으로 개칭되었다.

| 대수 | 성명            | 본관        | 취임일                          | 퇴임일                          | 자          | 아호        | 시호        | 붕당     | 비고                   |
| ---- | --------------- | ----------- | ------------------------------- | ------------------------------- | ----------- | ----------- | ----------- | -------- | ---------------------- |
| 1    | 김사형 (金士衡) | 안동 (安東) | 태종 원년(1401년) 음력 7월 13일 | 태종 2년(1402년) 음력 10월 4일  | 평보 (平甫) | 낙포 (洛圃) | 익원 (翼元) | 개국공신 |                        |
| 2    | 하륜 (河崙)     | 진주 (晉州) | 태종 2년(1402년) 음력 10월 4일  | 태종 4년(1404년) 음력 6월 6일   | 대림 (大臨) | 호정 (浩亭) | 문충 (文忠) | 정사공신 |                        |
| 3    | 조준 (趙浚)     | 평양 (平陽) | 태종 4년(1404년) 음력 6월 6일   | 태종 5년(1405년) 음력 1월 15일  | 명중 (明仲) | 우재 (吁齋) | 문충 (文忠) | 정사공신 | 영의정부사로 임명됨    |
| 4    | 하륜 (河崙)     | 진주 (晉州) | 태종 5년(1405년) 음력 1월 15일  | 태종 7년(1407년) 음력 7월 4일   | 대림 (大臨) | 호정 (浩亭) | 문충 (文忠) | 좌명공신 | 재이(災異)로 인한 사직 |
| 5    | 성석린 (成石璘) | 창녕 (昌寧) | 태종 7년(1407년) 음력 7월 4일   | 태종 12년(1412년 음력 8월 21일  | 자수 (自修) | 독곡 (獨谷) | 문경 (文景) | 좌명공신 | 영의정부사로 임명됨    |
| 6    | 하륜 (河崙)     | 진주 (晉州) | 태종 12년(1412년) 음력 8월 21일 | 태종 14년(1414년) 음력 4월 17일 | 대림 (大臨) | 호정 (浩亭) | 문충 (文忠) | 좌명공신 | 영의정부사로 임명됨    |

#### 판의정부사
- 태종 14년(1414년) 음력 4월 17일, 좌우정승 관직이 '판의정부사'로 재편되었다.

| 대수 | 성명        | 본관        | 취임일                          | 퇴임일                          | 자          | 아호        | 시호        | 붕당     | 비고 |
| ---- | ----------- | ----------- | ------------------------------- | ------------------------------- | ----------- | ----------- | ----------- | -------- | ---- |
| 1    | 남재 (南在) | 의령 (宜寧) | 태종 14년(1414년) 음력 4월 17일 | 태종 14년(1414년) 음력 6월 12일 | 경지 (敬之) | 구암 (龜巖) | 충경 (忠景) | 개국공신 |      |

#### 좌의정
- 태종 14년(1414년) 음력 6월 12일, 관직 재개편에 따라 '판의정부사'가 '좌의정'으로 개칭되었다.

| 대수 | 성명            | 본관        | 취임일                           | 퇴임일                          | 자          | 아호        | 시호        | 붕당     | 비고            |
| ---- | --------------- | ----------- | -------------------------------- | ------------------------------- | ----------- | ----------- | ----------- | -------- | --------------- |
| 1    | 남재 (南在)     | 의령 (宜寧) | 태종 14년(1414년) 음력 6월 12일  | 태종 15년(1415년) 음력 5월 9일  | 경지 (敬之) | 구암 (龜巖) | 충경 (忠景) | 개국공신 | 파직            |
| 2    | 하륜 (河崙)     | 진주 (晉州) | 태종 15년(1415년) 음력 10월 28일 | 태종 16년(1416년) 음력 5월 25일 | 대림 (大臨) | 호정 (浩亭) | 문충 (文忠) | 좌명공신 |                 |
| 3    | 류정현 (柳廷顯) | 문화 (文化) | 태종 16년(1416년) 음력 5월 25일  | 태종 16년(1416년) 음력 11월 2일 | 여명 (汝明) | 월정 (月亭) | 정숙 (貞肅) | 관학파   | 영의정에 임명됨 |
| 4    | 박은 (朴訔)     | 반남 (潘南) | 태종 16년(1416년) 음력 11월 2일  | 세종 3년(1421년) 음력 12월 3일  | 앙지 (仰止) | 조은 (釣隱) | 평도 (平度) | 좌명공신 | 병으로 사직     |

### 세종
| 대수 | 성명              | 본관        | 취임일                          | 퇴임일                           | 자          | 아호        | 시호        | 붕당     | 비고                        |
| ---- | ----------------- | ----------- | ------------------------------- | -------------------------------- | ----------- | ----------- | ----------- | -------- | --------------------------- |
| 5    | 이원 (李原)       | 고성 (固城) | 세종 3년(1421년) 음력 12월 7일  | 세종 8년(1426년) 음력 3월 15일   | 차산 (次山) | 용헌 (容軒) | 양헌 (襄憲) | 좌명공신 | 직첩을 회수당하고 안치됨    |
| 6    | 류정현 (柳廷顯)   | 문화 (文化) | 세종 8년(1426년) 음력 3월 17일  | 세종 8년(1426년) 음력 5월 13일   | 여명 (汝明) | 월정 (月亭) | 정숙 (貞肅) | 관학파   | 좌의정으로 치사(致仕)       |
| 7    | 이직 (李稷)       | 성주 (星州) | 세종 8년(1426년) 음력 5월 13일  | 세종 9년(1427년) 음력 1월 25일   | 우정 (虞庭) | 형재 (亨齋) | 문경 (文景) | 좌명공신 | 노쇠함을 이유로 사직을 청함 |
| 8    | 황희 (黃喜)       | 장수 (長水) | 세종 9년(1427년) 음력 1월 25일  | 세종 12년(1430년) 음력 11월 24일 | 구부 (懼夫) | 방촌 (庬村) | 익성 (益成) | 관학파   | 청탁죄로 인해 파면됨        |
| 9    | 맹사성 (孟思誠)   | 신창 (新昌) | 세종 13년(1431년) 음력 9월 3일  | 세종 17년(1435년) 음력 2월 1일   | 자명 (自明) | 고불 (古佛) | 문정 (文貞) | 관학파   | 좌의정으로 치사(致仕)       |
| 10   | 최윤덕 (崔閏德)   | 통천 (通川) | 세종 17년(1435년) 음력 2월 1일  | 세종 18년(1436년) 음력 7월 4일   | 여화 (汝和) | 임곡 (霖谷) | 정렬 (貞烈) | 무소속   | 영중추원사가 됨             |
| 11   | 허조 (許稠)       | 하양 (河陽) | 세종 21년(1439년) 음력 6월 12일 | 세종 21년(1439년) 음력 12월 1일  | 중통 (仲通) | 경암 (敬菴) | 문경 (文敬) | 관학파   | 좌의정으로 치사(致仕)       |
| 12   | 신개 (申槩)       | 평산 (平山) | 세종 27년(1445년) 음력 1월 24일 | 세종 28년(1446년) 음력 1월 5일   | 자격 (子格) | 인재 (寅齋) | 문희 (文僖) | 무소속   | 사망                        |
| 13   | 하연 (河演)       | 진주 (晉州) | 세종 29년(1447년) 음력 6월 10일 | 세종 31년(1449년) 음력 10월 5일  | 연량 (淵亮) | 경재 (敬齋) | 문효 (文孝) | 관학파   | 영의정으로 임명됨           |
| 14   | 황보 인 (皇甫 仁) | 영천 (永川) | 세종 31년(1449년) 음력 10월 5일 | 문종 원년(1451년) 음력 10월 27일 | 사겸 (四兼) | 지봉 (芝峰) | 충정 (忠貞) | 관학파   | 영의정으로 임명됨           |

### 문종
| 대수 | 성명        | 본관        | 취임일                           | 퇴임일                            | 자          | 아호 | 시호        | 붕당   | 비고            |
| ---- | ----------- | ----------- | -------------------------------- | --------------------------------- | ----------- | ---- | ----------- | ------ | --------------- |
| 15   | 남지 (南智) | 의령 (宜寧) | 문종 원년(1451년) 음력 10월 27일 | 단종 즉위년(1452년) 음력 10월 1일 | 지숙 (智叔) | -    | 충간 (忠簡) | 관학파 | 영중추원사가 됨 |

### 단종
| 대수 | 성명            | 본관        | 취임일                             | 퇴임일                           | 자          | 아호            | 시호        | 붕당   | 비고                |
| ---- | --------------- | ----------- | ---------------------------------- | -------------------------------- | ----------- | --------------- | ----------- | ------ | ------------------- |
| 16   | 김종서 (金宗瑞) | 순천 (順天) | 단종 즉위년(1452년) 음력 12월 11일 | 단종 원년(1453년) 음력 10월 10일 | 국경 (國卿) | 절재 (節齋)     | 충익 (忠翼) | 관학파 | 계유정난 때 살해됨  |
| 17   | 정인지 (鄭麟趾) | 하동 (河東) | 단종 원년(1453년) 음력 10월 11일   | 단종 3년(1455년) 음력 4월 4일    | 백저 (伯雎) | 학역재 (學易齋) | 문성 (文成) | 훈구파 | 하동부원군에 봉해짐 |

### 세조
| 대수 | 성명            | 본관        | 취임일                             | 퇴임일                             | 자          | 아호            | 시호        | 붕당   | 비고                |
| ---- | --------------- | ----------- | ---------------------------------- | ---------------------------------- | ----------- | --------------- | ----------- | ------ | ------------------- |
| 18   | 한확 (韓確)     | 한씨 (淸州) | 세조 원년(1455년) 음력 윤 6월 23일 | 세조 2년(1456년) 음력 9월 11일     | 자유 (子柔) | 간이재 (簡易齋) | 양절 (襄節) | 훈구파 | 사망                |
| 19   | 이사철 (李思哲) | 전주 (全州) | 세조 2년(1456년) 음력 10월 18일    | 세조 2년(1456년) 음력 12월 16일    | 성지 (誠之) | -               | 문안 (文安) | 훈구파 | 사망                |
| 20   | 정창손 (鄭昌孫) | 동래 (東萊) | 세조 3년(1457년) 음력 1월 28일     | 세조 4년(1458년) 음력 12월 7일     | 효중 (孝仲) | 동산 (東山)     | 충정 (忠貞) | 훈구파 | 영의정으로 임명됨   |
| 21   | 강맹경 (姜孟卿) | 진주 (晉州) | 세조 4년(1458년) 음력 12월 7일     | 세조 5년(1459년) 음력 11월 6일     | 자장 (子章) | -               | 문경 (文景) | 훈구파 | 영의정에 임명됨     |
| 22   | 신숙주 (申叔舟) | 고령 (高靈) | 세조 5년(1459년) 음력 11월 6일     | 세조 8년(1462년) 음력 5월 20일     | 범옹 (泛翁) | 보한재 (保閑齋) | 문충 (文忠) | 훈구파 | 영의정에 임명됨     |
| 23   | 권람 (權擥)     | 안동 (安東) | 세조 8년(1462년) 음력 5월 20일     | 세조 9년(1463년) 음력 8월 29일     | 정경 (正卿) | 소한당 (所閑堂) | 익평 (翼平) | 훈구파 | 길창부원군에 봉해짐 |
| 24   | 한명회 (韓明澮) | 청주 (淸州) | 세조 9년(1463년) 음력 8월 29일     | 세조 10년(1464년) 음력 2월 23일    | 자준 (子濬) | 압구정 (狎鷗亭) | 문성 (文成) | 훈구파 | 상당부원군에 봉해짐 |
| 25   | 구치관 (具致寬) | 능성 (綾城) | 세조 10년(1464년) 음력 2월 23일    | 세조 12년(1466년) 음력 4월 18일    | 이율 (而栗) | -               | 충렬 (忠烈) | 훈구파 | 영의정에 임명됨     |
| 26   | 황수신 (黃守身) | 장수 (長水) | 세조 12년(1466년) 음력 4월 18일    | 세조 12년(1466년) 음력 10월 19일   | 계효 (季孝) | 나부 (懦夫)     | 열성 (烈成) | 훈구파 | 우의정에 임명됨     |
| 27   | 심회 (沈澮)     | 청송 (靑松) | 세조 12년(1466년) 음력 10월 19일   | 세조 13년(1467년) 음력 5월 20일    | 청보 (淸甫) | -               | 공숙 (恭肅) | 훈구파 | 영의정에 임명됨     |
| 28   | 최항 (崔恒)     | 삭녕 (朔寧) | 세조 13년(1467년) 음력 5월 20일    | 세조 13년(1467년) 음력 9월 20일    | 정보 (貞父) | 태허정 (太虛亭) | 문정 (文靖) | 훈구파 | 영의정에 임명됨     |
| 29   | 조석문 (曺錫文) | 창녕 (昌寧) | 세조 13년(1467년) 음력 9월 20일    | 세조 13년(1467년) 음력 12월 12일   | 순보 (順甫) | -               | 충간 (忠簡) | 훈구파 | 영의정에 임명됨     |
| 30   | 홍달손 (洪達孫) | 남양 (南陽) | 세조 13년(1467년) 음력 12월 12일   | 세조 14년(1468년) 음력 3월 20일    | 가칙 (可則) | -               | 안무 (安武) | 훈구파 | 남양부원군에 봉해짐 |
| 31   | 박원형 (朴元亨) | 죽산 (竹山) | 세조 14년(1468년) 음력 3월 20일    | 예종 즉위년(1468년) 음력 12월 20일 | 지구 (之衢) | 만절 (晩節)     | 문헌 (文憲) | 훈구파 | 영의정에 임명됨     |

### 예종
| 대수 | 성명            | 본관        | 취임일                             | 퇴임일                             | 자          | 아호            | 시호        | 붕당   | 비고                    |
| ---- | --------------- | ----------- | ---------------------------------- | ---------------------------------- | ----------- | --------------- | ----------- | ------ | ----------------------- |
| 32   | 김질 (金礩)     | 안동 (安東) | 예종 즉위년(1468년) 음력 12월 20일 | 예종 원년(1469년) 음력 윤 2월 10일 | 가안 (可安) | 쌍곡 (雙谷)     | 문정 (文靖) | 훈구파 | 상락군(上洛君)에 봉해짐 |
| 33   | 홍윤성 (洪允成) | 회인 (懷仁) | 예종 원년(1469년) 음력 윤 2월 10일 | 예종 원년(1469년) 음력 8월 22일    | 수옹 (守翁) | 영해 (領海)     | 위평 (威平) | 훈구파 | 영의정에 임명됨         |
| 34   | 윤자운 (尹子雲) | 무송 (茂松) | 예종 원년(1469년) 음력 8월 22일    | 성종 원년(1470년) 음력 4월 6일     | 망지 (望之) | 낙한재 (樂閑齋) | 문헌 (文憲) | 훈구파 | 영의정에 임명됨         |

### 성종
| 대수 | 성명            | 본관        | 취임일                          | 퇴임일                            | 자          | 아호            | 시호        | 붕당   | 비고                |
| ---- | --------------- | ----------- | ------------------------------- | --------------------------------- | ----------- | --------------- | ----------- | ------ | ------------------- |
| 35   | 김국광 (金國光) | 광산 (光山) | 성종 원년(1470년) 음력 4월 6일  | 성종 2년(1471년) 음력 8월 8일     | 관경 (觀卿) | 서석 (瑞石)     | 정정 (丁靖) | 훈구파 | 사직을 청함         |
| 36   | 최항 (崔恒)     | 삭녕 (朔寧) | 성종 2년(1471년) 음력 10월 23일 | 성종 5년(1474년) 음력 4월 29일    | 정보 (貞父) | 태허정 (太虛亭) | 문정 (文靖) | 훈구파 | 사망                |
| 37   | 한명회 (韓明澮) | 청주 (淸州) | 성종 5년(1474년) 음력 5월 15일  | 성종 7년(1476년) 음력 3월 29일    | 자준 (子濬) | 압구정 (狎鷗亭) | 문성 (文成) | 훈구파 | 병으로 사임을 청함  |
| 38   | 조석문 (曺錫文) | 창녕 (昌寧) | 성종 7년(1476년) 음력 4월 3일   | 성종 7년(1476년) 음력 8월 22일    | 순보 (順甫) | -               | 충간 (忠簡) | 훈구파 | 창녕부원군에 봉해짐 |
| 39   | 심회 (沈澮)     | 청송 (靑松) | 성종 7년(1476년) 음력 8월 22일  | 성종 10년(1479년) 음력 7월 26일   | 청보 (淸甫) | -               | 공숙 (恭肅) | 훈구파 | 추국을 받아 교체    |
| 40   | 윤필상 (尹弼商) | 파평 (坡平) | 성종 10년(1479년) 음력 8월 1일  | 성종 16년(1485년) 음력 3월 28일   | 탕좌 (湯佐) | -               | -           | 훈구파 | 영의정에 임명됨     |
| 41   | 홍응 (洪應)     | 남양 (南陽) | 성종 16년(1485년) 음력 3월 28일 | 성종 23년(1492년) 음력 4월 4일    | 응지 (應之) | 휴휴당 (休休堂) | 충정 (忠貞) | 훈구파 | 사망                |
| 42   | 노사신 (盧思愼) | 교하 (交河) | 성종 23년(1492년) 음력 5월 19일 | 연산군 원년(1495년) 음력 3월 20일 | 자반 (子胖) | 보진재 (葆眞齋) | 문광 (文匡) | 훈구파 | 영의정에 임명됨     |

### 연산군
| 국왕 | 성명            | 본관        | 취임일                               | 퇴임일                               | 자          | 아호            | 시호        | 붕당   | 비고                       |
| ---- | --------------- | ----------- | ------------------------------------ | ------------------------------------ | ----------- | --------------- | ----------- | ------ | -------------------------- |
| 43   | 신승선 (愼承善) | 거창 (居昌) | 연산군 원년(1495년) 음력 3월 20일    | 연산군 원년(1495년) 음력 10월 4일    | 계지 (繼之) | 사지당 (仕止堂) | 장성 (章成) | 훈구파 | 영의정에 임명됨            |
| 44   | 정괄 (鄭佸)     | 동래 (東萊) | 연산군 원년(1495년) 음력 10월 4일    | 연산군 원년(1495년) 음력 10월 8일    | 경회 (慶會) | -               | 공숙 (恭肅) | 훈구파 | 사망                       |
| 45   | 어세겸 (魚世謙) | 함종 (咸從) | 연산군 2년(1496년) 음력 2월 4일      | 연산군 4년(1498년) 음력 7월 26일     | 자익 (子益) | 서천 (西川)     | 문정 (文貞) | 훈구파 | 무오사화에 연루되어 파직됨 |
| 46   | 한치형 (韓致亨) | 청주 (淸州) | 연산군 4년(1498년) 음력 7월 28일     | 연산군 6년(1500년) 음력 4월 11일     | 형지 (亨之) | -               | 질경 (質景) | 훈구파 | 영의정에 임명됨            |
| 47   | 성준 (成俊)     | 창녕 (昌寧) | 연산군 6년(1500년) 음력 4월 11일     | 연산군 9년(1503년) 음력 1월 4일      | 시좌 (時佐) | -               | 명숙 (明肅) | 훈구파 | 영의정에 임명됨            |
| 48   | 이극균 (李克均) | 광주 (廣州) | 연산군 9년(1503년) 음력 1월 4일      | 연산군 10년(1504년) 음력 4월 5일     | 방형 (邦衡) | -               | -           | 훈구파 | 갑자사화에 연루됨          |
| 49   | 류순 (柳洵)     | 문화 (文化) | 연산군 10년(1504년) 음력 4월 5일     | 연산군 10년(1504년) 음력 윤 4월 13일 | 희명 (希明) | 노포당 (老圃堂) | 문희 (文僖) | 훈구파 | 영의정에 임명됨            |
| 50   | 허침 (許琛)     | 양천 (陽川) | 연산군 10년(1504년) 음력 윤 4월 13일 | 연산군 11년(1505년) 음력 5월 16일    | 헌지 (獻之) | 이헌 (頤軒)     | 문정 (文貞) | 훈구파 | 병으로 사망                |
| 51   | 박숭질 (朴崇質) | 반남 (潘南) | 연산군 11년(1505년) 음력 6월 4일     | 연산군 12년(1506년) 음력 7월 17일    | 중소 (仲素) | -               | 공순 (恭順) | 훈구파 | 병으로 교체됨              |
| 52   | 신수근 (愼守勤) | 거창 (居昌) | 연산군 12년(1506년) 음력 7월 17일    | 연산 12년(1506년) 음력 9월 2일       | 근중 (勤仲) | 소한당 (所閒堂) | 신도 (信度) | 훈구파 | 중종반정 때 살해됨         |

### 중종
| 대수 | 성명            | 본관        | 취임일                            | 퇴임일                            | 자          | 아호            | 시호        | 붕당   | 비고                            |
| ---- | --------------- | ----------- | --------------------------------- | --------------------------------- | ----------- | --------------- | ----------- | ------ | ------------------------------- |
| 53   | 김수동 (金壽童) | 안동 (安東) | 중종 원년(1506년) 음력 9월 6일    | 중종 원년(1506년) 음력 10월 8일   | 미수 (眉叟) | 만보당 (晩保堂) | 문경 (文敬) | 훈구파 | 모친상으로 인해 사직함          |
| 54   | 박원종 (朴元宗) | 순천 (順天) | 중종 원년(1506년) 음력 10월 11일  | 중종 4년(1509년) 음력 윤 9월 27일 | 백윤 (伯胤) | -               | 무열 (武烈) | 훈구파 | 영의정에 임명됨                 |
| 55   | 류순정 (柳順汀) | 진주 (晉州) | 중종 4년(1509년) 음력 윤 9월 27일 | 중종 7년(1512년) 음력 10월 7일    | 지옹 (智翁) | 청천 (菁川)     | 문정 (文定) | 사림파 | 영의정에 임명됨                 |
| 56   | 성희안 (成希顔) | 창녕 (昌寧) | 중종 7년(1512년) 음력 10월 7일    | 중종 8년(1513년) 음력 4월 2일     | 우옹 (愚翁) | 인재 (仁齋)     | 충정 (忠定) | 훈구파 | 영의정에 임명됨                 |
| 57   | 송질 (宋軼)     | 여산 (礪山) | 중종 8년(1513년) 음력 4월 2일     | 중종 8년(1513년) 음력 10월 27일   | 가중 (可仲) | -               | 숙정 (肅靖) | 훈구파 | 영의정에 임명됨                 |
| 58   | 정광필 (鄭光弼) | 동래 (東萊) | 중종 8년(1513년) 음력 10월 27일   | 중종 11년(1516년) 음력 4월 9일    | 사훈 (士勛) | 수부 (守夫)     | 문익 (文翼) | 훈구파 | 영의정에 임명됨                 |
| 59   | 김응기 (金應箕) | 선산 (善山) | 중종 11년(1516년) 음력 4월 9일    | 중종 13년(1518년) 음력 1월 5일    | 백춘 (伯春) | 병암 (屛菴)     | 문대 (文戴) | 사림파 | 병으로 사직하여 영중추부사가 됨 |
| 60   | 신용개 (申用漑) | 고령 (高靈) | 중종 13년(1518년) 음력 1월 5일    | 중종 14년(1519년) 음력 10월 3일   | 개지 (漑之) | 이요정 (二樂亭) | 문경 (文景) | 사림파 | 사망                            |
| 61   | 안당 (安瑭)     | 순흥 (順興) | 중종 14년(1519년) 음력 11월 20일  | 중종 14년(1519년) 음력 12월 10일  | 언보 (彦寶) | 영모당 (永慕堂) | 정민 (貞愍) | 사림파 | 탄핵 후 영중추부사에 임명       |
| 62   | 남곤 (南袞)     | 의령 (宜寧) | 중종 14년(1519년) 음력 12월 17일  | 중종 18년(1523년) 음력 4월 18일   | 사화 (士華) | 지정 (止亭)     | 문경 (文景) | 사림파 | 영의정에 임명됨                 |
| 63   | 이유청 (李惟淸) | 한산 (韓山) | 중종 18년(1523년) 음력 4월 18일   | 중종 22년(1527년) 음력 5월 6일    | 직재 (直哉) | -               | 공호 (恭胡) | 사림파 | 한원군에 봉해짐                 |
| 64   | 정광필 (鄭光弼) | 동래 (東萊) | 중종 22년(1527년) 음력 5월 6일    | 중종 22년(1527년) 음력 10월 21일  | 사훈 (士勛) | 수부 (守夫)     | 문익 (文翼) | 훈구파 | 영의정에 임명됨                 |
| 65   | 심정 (沈貞)     | 풍산 (豊山) | 중종 22년(1527년) 음력 10월 21일  | 중종 25년(1530년) 음력 11월 23일  | 정지 (貞之) | 소요정 (逍遙亭) | 문정 (文靖) | 훈구파 | 고신을 추탈당함                 |
| 66   | 이행 (李荇)     | 덕수 (德水) | 중종 25년(1530년) 음력 12월 6일   | 중종 26년(1531년) 음력 10월 25일  | 택지 (擇之) | 용재 (容齋)     | 문헌 (文獻) | 사림파 | 면직됨                          |
| 67   | 장순손 (張順孫) | 인동 (仁同) | 중종 26년(1531년) 음력 11월 25일  | 중종 28년(1533년) 음력 5월 28일   | 사호 (士浩) | -               | 문숙 (文肅) | 훈구파 | 영의정에 임명됨                 |
| 68   | 한효원 (韓效元) | 청주 (淸州) | 중종 28년(1533년) 음력 5월 28일   | 중종 29년(1534년) 음력 11월 20일  | 원지 (元之) | 오계 (梧溪)     | 장성 (章成) | 훈구파 | 영의정에 임명됨                 |
| 69   | 김근사 (金謹思) | 연안 (延安) | 중종 29년(1534년) 음력 11월 20일  | 중종 30년(1535년) 음력 3월 26일   | 명통 (明通) | -               | -           | 훈구파 | 영의정에 임명됨                 |
| 70   | 김안로 (金安老) | 연안 (延安) | 중종 30년(1535년) 음력 3월 26일   | 중종 32년(1537년) 음력 10월 24일  | 이숙 (頤叔) | 희락당 (希樂堂) | -           | 사림파 | 절도에 안치됨                   |
| 71   | 윤은보 (尹殷輔) | 해평 (海平) | 중종 32년(1537년) 음력 10월 26일  | 중종 32년(1537년) 음력 11월 2일   | 상경 (商卿) | -               | 정성 (靖成) | 훈구파 | 영의정에 임명됨                 |
| 72   | 류부 (柳溥)     | 진주 (晉州) | 중종 32년(1537년) 음력 11월 2일   | 중종 32년(1537년) 음력 12월 9일   | 언박 (彦博) | -               | 문성 (文成) | 사림파 | 판중추부사가 됨                 |
| 73   | 홍언필 (洪彦弼) | 남양 (南陽) | 중종 32년(1537년) 음력 12월 9일   | 인종 원년(1545년) 음력 1월 13일   | 자미 (子美) | 묵재 (默齋)     | 문희 (文僖) | 소윤파 | 영의정에 임명됨                 |

### 인종
| 대수 | 성명            | 본관        | 취임일                            | 퇴임일                            | 자          | 아호        | 시호        | 붕당   | 비고            |
| ---- | --------------- | ----------- | --------------------------------- | --------------------------------- | ----------- | ----------- | ----------- | ------ | --------------- |
| 74   | 윤인경 (尹仁鏡) | 파평 (坡平) | 인종 원년(1545년) 음력 1월 13일   | 인종 원년(1545년) 음력 윤 1월 6일 | 경지 (鏡之) | -           | 효성 (孝成) | 대윤파 | 영의정에 임명됨 |
| 75   | 류관 (柳灌)     | 문화 (文化) | 인종 원년(1545년) 음력 윤 1월 6일 | 명종 즉위년(1545년) 음력 8월 23일 | 관지 (灌之) | 송암 (松庵) | 충숙 (忠肅) | 대윤파 | 판중추부사가 됨 |

### 명종
| 대수 | 성명            | 본관        | 취임일                             | 퇴임일                            | 자          | 아호            | 시호        | 붕당   | 비고                     |
| ---- | --------------- | ----------- | ---------------------------------- | --------------------------------- | ----------- | --------------- | ----------- | ------ | ------------------------ |
| 76   | 성세창 (成世昌) | 창녕 (昌寧) | 명종 즉위년(1545년) 음력 8월 23일  | 명종 즉위년(1545년) 음력 9월 12일 | 번중 (蕃仲) | 돈재 (遯齋)     | 문장 (文莊) | 대윤파 | 윤임과 연루되어 교체됨   |
| 77   | 이기 (李芑)     | 덕수 (德水) | 명종 즉위년(1545년) 음력 10월 10일 | 명종 3년(1548년) 음력 5월 2일     | 문중 (文仲) | 경재 (敬齋)     | 문경 (文敬) | 소윤파 | 풍성부원군이 됨          |
| 78   | 홍언필 (洪彦弼) | 남양 (南陽) | 명종 3년(1548년) 음력 5월 2일      | 명종 3년(1548년) 음력 5월 17일    | 자미 (子美) | 묵재 (默齋)     | 문희 (文僖) | 소윤파 | 영의정에 임명됨          |
| 79   | 윤인경 (尹仁鏡) | 파평 (坡平) | 명종 3년(1548년) 음력 5월 17일     | 명종 3년(1548년) 음력 7월 19일    | 경지 (鏡之) | -               | 효성 (孝成) | 대윤파 | 사망                     |
| 80   | 황헌 (黃憲)     | 우주 (紆州) | 명종 3년(1548년) 음력 12월 28일    | 명종 4년(1549년) 음력 5월 22일    | 언규 (彦規) | -               | -           | 무소속 | 직첩을 회수당하고 안치됨 |
| 81   | 심연원 (沈連源) | 청송 (靑松) | 명종 4년(1549년) 음력 9월 18일     | 명종 6년(1551년) 음력 8월 23일    | 맹용 (孟容) | 보암 (保庵)     | 충혜 (忠惠) | 훈구파 | 영의정에 임명됨          |
| 82   | 상진 (尙震)     | 목천 (木川) | 명종 6년(1551년) 음력 8월 23일     | 명종 13년(1558년) 음력 5월 29일   | 기부 (起夫) | 송현 (松峴)     | 성안 (成安) | 소윤파 | 영의정에 임명됨          |
| 83   | 윤개 (尹漑)     | 파평 (坡平) | 명종 13년(1558년) 음력 5월 29일    | 명종 13년(1558년) 음력 10월 14일  | 여옥 (汝沃) | 회재 (晦齋)     | -           | 소윤파 | 대간의 탄핵으로 사직함   |
| 84   | 안현 (安玹)     | 순흥 (順興) | 명종 13년(1558년) 음력 11월 23일   | 명종 15년(1560년) 음력 3월 9일    | 중진 (仲珍) | 설강 (雪江)     | 문희 (文僖) | 소윤파 | 재직 중 사망             |
| 85   | 이준경 (李浚慶) | 광주 (廣州) | 명종 15년(1560년) 음력 6월 11일    | 명종 19년(1564년) 음력 4월 14일   | 원길 (原吉) | 남당 (南堂)     | 충정 (忠正) | 사림파 | 양사의 탄핵으로 파직     |
| 86   | 심통원 (沈通源) | 청송 (靑松) | 명종 19년(1564년) 음력 4월 17일    | 명종 20년(1565년) 음력 12월 21일  | 사용 (士容) | 욱재 (勖齋)     | -           | 훈구파 | 사직을 청함              |
| 87   | 이명 (李蓂)     | 예안 (禮安) | 명종 21년(1566년) 음력 1월 12일    | 명종 22년(1567년) 음력 1월 14일   | 요서 (堯瑞) | 동고 (東皐)     | 정간 (貞簡) | 무소속 | 영중추부사에 임명됨      |
| 88   | 권철 (權轍)     | 안동 (安東) | 명종 22년(1567년) 음력 1월 14일    | 선조 4년(1571년) 음력 5월 1일     | 경유 (景由) | 쌍취헌 (雙翠軒) | 강정 (康定) | 사림파 | 영의정에 임명됨          |

### 선조
| 국왕 | 성명            | 본관        | 취임일                           | 퇴임일                           | 자          | 아호            | 시호        | 붕당   | 비고                       |
| ---- | --------------- | ----------- | -------------------------------- | -------------------------------- | ----------- | --------------- | ----------- | ------ | -------------------------- |
| 89   | 홍섬 (洪暹)     | 남양 (南陽) | 선조 4년(1571년) 음력 5월 1일    | 선조 6년(1573년) 음력 2월 12일   | 퇴지 (退之) | 인재 (忍齋)     | 경헌 (景憲) | 사림파 | 영중추부사에 임명됨        |
| 90   | 박순 (朴淳)     | 충주 (忠州) | 선조 6년(1573년) 음력 2월 25일   | 선조 7년(1574년) 음력 3월 1일    | 화숙 (和叔) | 사암 (思菴)     | 문충 (文忠) | 사림파 |                            |
| 91   | 이탁 (李鐸)     | 전의 (全義) | 선조 7년(1574년) 음력 4월 1일    | 선조 7년(1574년) 음력 7월 1일    | 선명 (善鳴) | 약봉 (藥峰)     | 정숙 (定肅) | 사림파 | 판중추부사에 임명됨        |
| 92   | 박순 (朴淳)     | 충주 (忠州) | 선조 7년(1574년) 음력 7월 1일    | 선조 9년(1576년) 음력 11월 1일   | 화숙 (和叔) | 사암 (思菴)     | 문충 (文忠) | 사림파 | 병을 핑계로 물러남         |
| 93   | 홍섬 (洪暹)     | 남양 (南陽) | 선조 9년(1576년) 음력 12월 6일   | 선조 11년(1578년) 음력 11월 1일  | 퇴지 (退之) | 인재 (忍齋)     | 경헌 (景憲) | 사림파 | 영의정에 임명됨            |
| 94   | 노수신 (盧守愼) | 광주 (光州) | 선조 11년(1578년) 음력 11월 1일  | 선조 14년(1581년) 음력 9월 1일   | 과회 (寡悔) | 이재 (伊齋)     | 문간 (文簡) | 동인   | 모친상으로 관직에서 물러남 |
| 95   | 김귀영 (金貴榮) | 상주 (尙州) | 선조 14년(1581년) 음력 9월 4일   | 선조 16년(1583년) 음력 7월 16일  | 현경 (顯卿) | 동원 (東園)     | -           | 사림파 | 대간의 탄핵으로 사직       |
| 96   | 정유길 (鄭惟吉) | 동래 (東萊) | 선조 16년(1583년) 음력 8월 29일  | 선조 17년(1584년) 음력 9월 20일  | 길원 (吉元) | 임당 (林塘)     | -           | 서인   |                            |
| 97   | 노수신 (盧守愼) | 광주 (光州) | 선조 17년(1584년) 음력 9월 28일  | 선조 18년(1585년) 음력 5월 1일   | 과회 (寡悔) | 이재 (伊齋)     | 문간 (文簡) | 동인   | 영의정에 임명됨            |
| 98   | 정유길 (鄭惟吉) | 동래 (東萊) | 선조 18년(1585년) 음력 5월 1일   | 선조 21년(1588년) 음력 9월 28일  | 길원 (吉元) | 임당 (林塘)     | -           | 서인   | 재직 중 사망               |
| 99   | 류전 (柳琠)     | 문화 (文化) | 선조 21년(1588년) 음력 12월 26일 | 선조 22년(1589년) 음력 2월 1일   | 극후 (克厚) | 우복 (愚伏)     | -           | 사림파 | 영의정에 임명됨            |
| 100  | 이산해 (李山海) | 한산 (韓山) | 선조 22년(1589년) 음력 2월 1일   | 선조 23년(1590년) 음력 2월 6일   | 여수 (汝受) | 아계 (鵝溪)     | 문충 (文忠) | 북인   | 영의정에 임명됨            |
| 101  | 정철 (鄭澈)     | 연일 (延日) | 선조 23년(1590년) 음력 2월 8일   | 선조 24년(1591년) 음력 2월 1일   | 계함 (季涵) | 송강 (松江)     | 문청 (文淸) | 서인   | 영돈녕부사에 임명됨        |
| 102  | 류성룡 (柳成龍) | 풍산 (豊山) | 선조 24년(1591년) 음력 2월 1일   | 선조 25년(1592년) 음력 5월 1일   | 이견 (而見) | 서애 (西厓)     | 문충 (文忠) | 남인   | 영의정에 임명됨            |
| 103  | 이양원 (李陽元) | 전주 (全州) | 선조 25년(1592년) 음력 5월 1일   | 선조 25년(1592년) 음력 5월 3일   | 백춘 (伯春) | 노저 (鷺渚)     | 문헌 (文憲) | 서인   | 영의정에 임명됨            |
| 104  | 최흥원 (崔興源) | 삭녕 (朔寧) | 선조 25년(1592년) 음력 5월 3일   | 선조 25년(1592년) 음력 5월 4일   | 복초 (復初) | 송천 (松泉)     | 충정 (忠貞) | 남인   | 영의정에 임명됨            |
| 105  | 윤두수 (尹斗壽) | 해평 (海平) | 선조 25년(1592년) 음력 5월 4일   | 선조 27년(1594년) 음력 10월 30일 | 자앙 (子仰) | 오음 (梧陰)     | 문정 (文靖) | 서인   | 대간의 탄핵으로 사직       |
| 106  | 유홍 (兪泓)     | 기계 (杞溪) | 선조 27년(1594년) 음력 11월 6일  | 선조 27년(1594년) 음력 12월 29일 | 지숙 (止叔) | 송당 (松塘)     | 충목 (忠穆) | 서인   | 재직 중 사망               |
| 107  | 김응남 (金應南) | 원주 (原州) | 선조 28년(1595년) 음력 1월 4일   | 선조 30년(1597년) 음력 12월 11일 | 중숙 (重叔) | 두암 (斗巖)     | 충정 (忠靖) | 남인   | 조기 사퇴                  |
| 108  | 윤두수 (尹斗壽) | 해평 (海平) | 선조 31년(1598년) 음력 2월 25일  | 선조 31년(1598년) 음력 3월 4일   | 자앙 (子仰) | 오음 (梧陰)     | 문정 (文靖) | 서인   | 대간의 탄핵으로 사직       |
| 109  | 이원익 (李元翼) | 전주 (全州) | 선조 31년(1598년) 음력 4월 22일  | 선조 31년(1598년) 음력 10월 8일  | 공려 (功勵) | 오리 (梧里)     | 문충 (文忠) | 남인   | 영의정에 임명됨            |
| 110  | 이덕형 (李德馨) | 광주 (廣州) | 선조 31년(1598년) 음력 10월 8일  | 선조 32년(1599년) 음력 4월 21일  | 명보 (明甫) | 한음 (漢陰)     | 문익 (文翼) | 남인   | 잠시 사직                  |
| 111  | 심수경 (沈守慶) | 풍산 (豊山) | 선조 32년(1599년) 음력 4월 21일  | 선조 32년(1599년) 음력 4월 25일  | 희안 (希安) | 청천당 (聽天堂) | -           | 서인   | 좌의정으로 치사            |
| 112  | 이덕형 (李德馨) | 광주 (廣州) | 선조 32년(1599년) 음력 4월 25일  | 선조 32년(1599년) 음력 8월 17일  | 명보 (明甫) | 한음 (漢陰)     | 문익 (文翼) | 남인   | 사직                       |
| 113  | 이항복 (李恒福) | 경주 (慶州) | 선조 32년(1599년) 음력 9월 12일  | 선조 32년(1599년) 음력 9월 15일  | 자상 (子常) | 백사 (白沙)     | 문충 (文忠) | 서인   | 병으로 사직을 청함         |
| 114  | 이덕형 (李德馨) | 광주 (廣州) | 선조 32년(1599년) 음력 10월 23일 | 선조 32년(1599년) 음력 11월 17일 | 명보 (明甫) | 한음 (漢陰)     | 문익 (文翼) | 남인   | 사직                       |
| 115  | 이헌국 (李憲國) | 전주 (全州) | 선조 32년(1599년) 음력 11월 17일 | 선조 33년(1600년) 음력 1월 1일   | 흠재 (欽哉) | 유곡 (柳谷)     | 충익 (忠翼) | 서인   | 사직                       |
| 116  | 이항복 (李恒福) | 경주 (慶州) | 선조 33년(1600년) 음력 1월 1일   | 선조 33년(1600년) 음력 2월 20일  | 자상 (子常) | 백사 (白沙)     | 문충 (文忠) | 서인   | 우의정에 임명됨            |
| 117  | 정탁 (鄭琢)     | 청주 (淸州) | 선조 33년(1600년) 음력 2월 20일  | 선조 33년(1600년) 음력 4월 5일   | 자정 (子精) | 약포 (藥圃)     | 정간 (貞簡) | 동인   | 대간의 탄핵으로 물러남     |
| 118  | 이원익 (李元翼) | 전주 (全州) | 선조 33년(1600년) 음력 4월 5일   | 선조 33년(1600년) 음력 4월 19일  | 공려 (功勵) | 오리 (梧里)     | 문충 (文忠) | 남인   | 대간의 탄핵으로 사직함     |
| 119  | 이항복 (李恒福) | 경주 (慶州) | 선조 33년(1600년) 음력 4월 25일  | 선조 33년(1600년) 음력 6월 17일  | 자상 (子常) | 백사 (白沙)     | 문충 (文忠) | 서인   | 영의정에 임명됨            |
| 120  | 이헌국 (李憲國) | 전주 (全州) | 선조 33년(1600년) 음력 6월 17일  | 선조 34년(1601년) 음력 4월 22일  | 흠재 (欽哉) | 유곡 (柳谷)     | 충익 (忠翼) | 서인   | 사직                       |
| 121  | 김명원 (金命元) | 경주 (慶州) | 선조 34년(1601년) 음력 5월 16일  | 선조 35년(1602년) 음력 12월 10일 | 응순 (應順) | 주은 (酒隱)     | 충익 (忠翼) | 남인   | 사망                       |
| 122  | 윤승훈 (尹承勳) | 해평 (海平) | 선조 36년(1603년) 음력 2월 5일   | 선조 37년(1604년) 음력 5월 22일  | 자술 (子述) | 청봉 (晴峰)     | 문숙 (文肅) | 남인   | 영의정에 임명됨            |
| 123  | 류영경 (柳永慶) | 전주 (全州) | 선조 37년(1604년) 음력 5월 22일  | 선조 37년(1604년) 음력 12월 6일  | 선여 (善餘) | 춘호 (春湖)     | -           | 북인   | 영의정에 임명됨            |
| 124  | 기자헌 (奇自獻) | 행주 (幸州) | 선조 37년(1604년) 음력 12월 6일  | 선조 39년(1606년) 음력 7월 1일   | 사정 (士靖) | 만전 (晩全)     | -           | 북인   | 병으로 사직                |
| 125  | 심희수 (沈喜壽) | 청송 (靑松) | 선조 39년(1606년) 음력 7월 20일  | 선조 39년(1606년) 음력 9월 1일   | 백구 (伯懼) | 일송 (一松)     | 문정 (文貞) | 남인   | 병으로 면직                |
| 126  | 허욱 (許頊)     | 양천 (陽川) | 선조 39년(1606년) 음력 9월 2일   | 광해 즉위년(1608년) 음력 3월 2일 | 공신 (公愼) | 부훤 (負暄)     | 정목 (貞穆) | 소북   | 탄핵으로 삭탈관직 후 유배  |

### 광해군
| 대수 | 성명            | 본관        | 취임일                           | 퇴임일                            | 자          | 아호            | 시호        | 붕당 | 비고                        |
| ---- | --------------- | ----------- | -------------------------------- | --------------------------------- | ----------- | --------------- | ----------- | ---- | --------------------------- |
| 127  | 기자헌 (奇自獻) | 행주 (幸州) | 광해 즉위년(1608년) 음력 3월 6일 | 광해 즉위년(1608년) 음력 4월 21일 | 사정 (士靖) | 만전 (晩全)     | -           | 대북 | 대간의 탄핵으로 사직        |
| 128  | 이항복 (李恒福) | 경주 (慶州) | 광해 즉위년(1608년) 음력 5월 4일 | 광해 3년(1611년) 음력 8월 24일    | 자상 (子常) | 백사 (白沙)     | 문충 (文忠) | 서인 | 우의정에 임명됨             |
| 129  | 이덕형 (李德馨) | 광주 (廣州) | 광해 3년(1611년) 음력 8월 24일   | 광해 4년(1612년) 음력 9월 20일    | 명보 (明甫) | 한음 (漢陰)     | 문익 (文翼) | 남인 | 영의정에 임명됨             |
| 130  | 이항복 (李恒福) | 경주 (慶州) | 광해 4년(1612년) 음력 9월 20일   | 광해 5년(1613년) 음력 6월 15일    | 자상 (子常) | 백사 (白沙)     | 문충 (文忠) | 서인 | 탄핵 후 파직당함            |
| 131  | 정인홍 (鄭仁弘) | 서산 (瑞山) | 광해 6년(1614년) 음력 1월 19일   | 광해 9년(1617년) 음력 12월 29일   | 덕원 (德遠) | 내암 (來菴)     | -           | 대북 | 고령으로 인해 사직          |
| 132  | 정창연 (鄭昌衍) | 동래 (東萊) | 광해 9년(1617년) 음력 12월 29일  | 광해 10년(1618년) 음력 1월 15일   | 경진 (景眞) | 수죽 (水竹)     | -           | 중북 | 폐모론에 반대하며 사직      |
| 133  | 한효순 (韓孝純) | 청주 (淸州) | 광해 10년(1618년) 음력 1월 18일  | 광해 10년(1618년) 음력 6월 4일    | 면숙 (勉叔) | 월탄 (月灘)     | -           | 대북 | 대간의 탄핵으로 사직        |
| 134  | 민몽룡 (閔夢龍) | 여흥 (驪興) | 광해 10년(1618년) 음력 6월 5일   | 광해 10년(1618년) 음력 8월 4일    | 치운 (致雲) | 운와 (雲窩)     | -           | 대북 | 사망                        |
| 135  | 박승종 (朴承宗) | 밀양 (密陽) | 광해 10년(1618년) 음력 8월 5일   | 광해 11년(1619년) 음력 3월 13일   | 효백 (孝伯) | 퇴우당 (退憂堂) | 숙민 (肅愍) | 대북 | 영의정에 임명됨             |
| 136  | 박홍구 (朴弘耉) | 죽산 (竹山) | 광해 11년(1619년) 음력 3월 13일  | 인조 원년(1623년) 음력 3월 17일   | 응소 (應邵) | 이호 (梨湖)     | -           | 대북 | 인조반정으로 탄핵 후 파직됨 |

### 인조
| 대수 | 성명            | 본관        | 취임일                           | 퇴임일                           | 자          | 아호        | 시호        | 붕당 | 비고                          |
| ---- | --------------- | ----------- | -------------------------------- | -------------------------------- | ----------- | ----------- | ----------- | ---- | ----------------------------- |
| 137  | 정창연 (鄭昌衍) | 동래 (東萊) | 인조 원년(1623년) 음력 3월 24일  | 인조 원년(1623년) 음력 8월 8일   | 경진 (景眞) | 수죽 (水竹) | -           | 중북 | 고령으로 인해 사직            |
| 138  | 윤방 (尹昉)     | 해평 (海平) | 인조 원년(1623년) 음력 8월 12일  | 인조 5년(1627년) 음력 1월 18일   | 가회 (可晦) | 치천 (稚川) | 문익 (文翼) | 서인 | 영의정에 임명됨               |
| 139  | 신흠 (申欽)     | 평산 (平山) | 인조 5년(1627년) 음력 1월 18일   | 인조 5년(1627년) 음력 9월 4일    | 경숙 (敬叔) | 상촌 (象村) | 문정 (文貞) | 서인 | 영의정에 임명됨               |
| 140  | 오윤겸 (吳允謙) | 해주 (海州) | 인조 5년(1627년) 음력 9월 4일    | 인조 6년(1628년) 음력 7월 18일   | 여익 (汝益) | 추탄 (楸灘) | 충간 (忠簡) | 서인 | 영의정에 임명됨               |
| 141  | 김류 (金瑬)     | 순천 (順天) | 인조 6년(1628년) 음력 7월 18일   | 인조 9년(1631년) 음력 5월 3일    | 관옥 (冠玉) | 북저 (北渚) | 문충 (文忠) | 서인 | 원종 추숭을 반대하다가 면직됨 |
| 142  | 이정구 (李廷龜) | 연안 (延安) | 인조 9년(1631년) 음력 5월 3일    | 인조 10년(1632년) 음력 12월 25일 | 성징 (聖徵) | 월사 (月沙) | 문충 (文忠) | 서인 | 사직                          |
| 143  | 김류 (金瑬)     | 순천 (順天) | 인조 11년(1633년) 음력 2월 3일   | 인조 11년(1633년) 음력 9월 19일  | 관옥 (冠玉) | 북저 (北渚) | 문충 (文忠) | 서인 | 우의정에 임명됨               |
| 144  | 오윤겸 (吳允謙) | 해주 (海州) | 인조 11년(1633년) 음력 9월 19일  | 인조 14년(1636년) 음력 1월 19일  | 여익 (汝益) | 추탄 (楸灘) | 충간 (忠簡) | 서인 | 사망                          |
| 145  | 홍서봉 (洪瑞鳳) | 남양 (南陽) | 인조 14년(1636년) 음력 5월 22일  | 인조 15년(1637년) 음력 4월 10일  | 휘세 (輝世) | 학곡 (鶴谷) | 문정 (文靖) | 서인 | 사직                          |
| 146  | 이성구 (李聖求) | 전주 (全州) | 인조 15년(1637년) 음력 4월 15일  | 인조 15년(1637년) 음력 7월 7일   | 자이 (子異) | 동사 (東沙) | 정숙 (貞肅) | 서인 | 대간의 탄핵으로 사직          |
| 147  | 최명길 (崔鳴吉) | 전주 (全州) | 인조 15년(1637년) 음력 7월 7일   | 인조 16년(1638년) 음력 9월 13일  | 자겸 (子謙) | 창랑 (滄浪) | 문충 (文忠) | 서인 | 영의정에 임명됨               |
| 148  | 신경진 (申景禛) | 평산 (平山) | 인조 16년(1638년) 음력 9월 15일  | 인조 21년(1643년) 음력 3월 6일   | 군수 (君受) | -           | 충익 (忠翼) | 서인 | 영의정에 임명됨               |
| 149  | 심열 (沈悅)     | 청송 (靑松) | 인조 21년(1643년) 음력 3월 6일   | 인조 21년(1643년) 음력 5월 5일   | 학이 (學而) | 남파 (南坡) | 충정 (忠靖) | 서인 | 영의정에 임명됨               |
| 150  | 심기원 (沈器遠) | 청송 (靑松) | 인조 21년(1643년) 음력 5월 6일   | 인조 21년(1643년) 음력 11월 18일 | 수지 (遂之) | -           | -           | 서인 | 심기원의 옥으로 파직          |
| 151  | 김자점 (金自點) | 안동 (安東) | 인조 21년(1643년) 음력 11월 19일 | 인조 22년(1644년) 음력 3월 4일   | 성지 (成之) | 낙서 (洛西) | -           | 서인 | 사직                          |
| 152  | 심열 (沈悅)     | 청송 (靑松) | 인조 22년(1644년) 음력 3월 12일  | 인조 22년(1644년) 음력 3월 13일  | 학이 (學而) | 남파 (南坡) | 충정 (忠靖) | 서인 | 사직                          |
| 153  | 홍서봉 (洪瑞鳳) | 남양 (南陽) | 인조 22년(1644년) 음력 4월 13일  | 인조 22년(1644년) 음력 11월 16일 | 휘세 (輝世) | 학곡 (鶴谷) | 문정 (文靖) | 서인 | 탄핵을 받고 사직함            |
| 154  | 심열 (沈悅)     | 청송 (靑松) | 인조 22년(1644년) 음력 12월 10일 | 인조 23년(1645년) 음력 2월 3일   | 학이 (學而) | 남파 (南坡) | 충정 (忠靖) | 서인 | 우의정으로 임명됨             |
| 155  | 홍서봉 (洪瑞鳳) | 남양 (南陽) | 인조 23년(1645년) 음력 2월 3일   | 인조 23년(1645년) 음력 8월 8일   | 휘세 (輝世) | 학곡 (鶴谷) | 문정 (文靖) | 서인 | 사망                          |
| 156  | 김자점 (金自點) | 안동 (安東) | 인조 24년(1646년) 음력 2월 18일  | 인조 24년(1646년) 음력 3월 27일  | 성지 (成之) | 낙서 (洛西) | -           | 서인 | 영의정에 임명됨               |
| 157  | 김상헌 (金尙憲) | 안동 (安東) | 인조 24년(1646년) 음력 3월 27일  | 인조 24년(1646년) 음력 6월 14일  | 숙도 (叔度) | 청음 (淸陰) | 문정 (文正) | 서인 | 사직을 해서 고향으로 돌아감   |
| 158  | 이경석 (李景奭) | 전주 (全州) | 인조 25년(1647년) 음력 2월 8일   | 인조 25년(1647년) 음력 8월 10일  | 상보 (尙輔) | 백헌 (白軒) | 문충 (文忠) | 서인 | 사직                          |
| 159  | 남이웅 (南以雄) | 의령 (宜寧) | 인조 26년(1648년) 음력 3월 2일   | 인조 26년(1648년) 음력 3월 8일   | 적만 (敵萬) | 시북 (市北) | 문정 (文貞) | 서인 | 노환으로 사직                 |
| 160  | 이경석 (李景奭) | 전주 (全州) | 인조 26년(1648년) 음력 5월 13일  | 효종 즉위년(1649년) 음력 8월 4일 | 상보 (尙輔) | 백헌 (白軒) | 문충 (文忠) | 서인 | 영의정에 임명됨               |

### 효종
| 대수 | 성명            | 본관        | 취임일                            | 퇴임일                            | 자          | 아호        | 시호        | 붕당 | 비고                |
| ---- | --------------- | ----------- | --------------------------------- | --------------------------------- | ----------- | ----------- | ----------- | ---- | ------------------- |
| 161  | 김상헌 (金尙憲) | 안동 (安東) | 효종 즉위년(1649년) 음력 8월 4일  | 효종 즉위년(1649년) 음력 8월 17일 | 숙도 (叔度) | 청음 (淸陰) | 문정 (文正) | 서인 | 노병으로 사직       |
| 162  | 정태화 (鄭太和) | 동래 (東萊) | 효종 즉위년(1649년) 음력 8월 20일 | 효종 즉위년(1649년) 음력 9월 1일  | 유춘 (囿春) | 양파 (陽坡) | 충익 (忠翼) | 서인 |                     |
| 163  | 조익 (趙翼)     | 풍양 (豐壤) | 효종 즉위년(1649년) 음력 9월 1일  | 효종 원년(1650년) 음력 3월 2일    | 비경 (飛卿) | 포저 (浦渚) | 문효 (文孝) | 서인 | 우의정에 임명됨     |
| 164  | 정태화 (鄭太和) | 동래 (東萊) | 효종 원년(1650년) 음력 3월 2일    | 효종 원년(1650년) 음력 3월 4일    | 유춘 (囿春) | 양파 (陽坡) | 충익 (忠翼) | 서인 | 사직                |
| 165  | 조익 (趙翼)     | 풍양 (豐壤) | 효종 원년(1650년) 음력 8월 29일   | 효종 원년(1650년) 음력 11월 2일   | 비경 (飛卿) | 포저 (浦渚) | 문효 (文孝) | 서인 | 사직                |
| 166  | 이시백 (李時白) | 연안 (延安) | 효종 원년(1650년) 음력 12월 30일  | 효종 2년(1651년) 음력 12월 5일    | 돈시 (敦詩) | 조암 (釣巖) | 충익 (忠翼) | 서인 | 사직                |
| 167  | 김육 (金堉)     | 청풍 (淸風) | 효종 2년(1651년) 음력 12월 7일    | 효종 5년(1654년) 음력 6월 10일    | 백후 (伯厚) | 잠곡 (潛谷) | 문정 (文貞) | 서인 | 수재 때문에 면직    |
| 168  | 이시백 (李時白) | 연안 (延安) | 효종 5년(1654년) 음력 6월 14일    | 효종 5년(1654년) 음력 9월 6일     | 돈시 (敦詩) | 조암 (釣巖) | 충익 (忠翼) | 서인 | 영의정에 임명됨     |
| 169  | 구인후 (具仁垕) | 능성 (綾城) | 효종 5년(1654년) 음력 9월 6일     | 효종 7년(1656년) 음력 5월 12일    | 중재 (仲載) | 유포 (柳浦) | 충무 (忠武) | 서인 | 사직                |
| 170  | 심지원 (沈之源) | 청송 (靑松) | 효종 7년(1656년) 음력 5월 13일    | 효종 8년(1657년) 음력 8월 4일     | 원지 (源之) | 만사 (晩沙) | -           | 서인 | 영중추부사에 임명됨 |
| 171  | 원두표 (元斗杓) | 원주 (原州) | 효종 8년(1657년) 음력 8월 7일     | 효종 10년(1659년) 음력 3월 25일   | 자건 (子建) | 탄수 (灘叟) | 충익 (忠翼) | 서인 | 우의정에 임명됨     |
| 172  | 심지원 (沈之源) | 청송 (靑松) | 효종 10년(1659년) 음력 3월 25일   | 현종 3년(1662년) 음력 1월 28일    | 원지 (源之) | 만사 (晩沙) | -           | 서인 | 사망                |

### 현종
| 대수 | 성명            | 본관        | 취임일                            | 퇴임일                            | 자          | 아호        | 시호        | 붕당 | 비고             |
| ---- | --------------- | ----------- | --------------------------------- | --------------------------------- | ----------- | ----------- | ----------- | ---- | ---------------- |
| 173  | 원두표 (元斗杓) | 원주 (原州) | 현종 3년(1662년) 음력 4월 24일    | 현종 5년(1664년) 음력 6월 24일    | 자건 (子建) | 탄수 (灘叟) | 충익 (忠翼) | 서인 | 사망             |
| 174  | 홍명하 (洪命夏) | 남양 (南陽) | 현종 5년(1664년) 음력 6월 28일    | 현종 8년(1667년) 음력 윤 4월 27일 | 대이 (大而) | 기천 (沂川) | 문간 (文簡) | 서인 | 영의정에 임명됨  |
| 175  | 허적 (許積)     | 양천 (陽川) | 현종 8년(1667년) 음력 윤 4월 27일 | 현종 8년(1667년) 음력 9월 24일    | 여차 (汝車) | 묵재 (默齋) | 숙헌 (肅憲) | 남인 | 사직             |
| 176  | 정치화 (鄭致和) | 동래 (東萊) | 현종 9년(1668년) 음력 2월 24일    | 현종 9년(1668년) 음력 3월 3일     | 성능 (聖能) | 기주 (棋洲) | -           | 서인 | 면직             |
| 177  | 허적 (許積)     | 양천 (陽川) | 현종 9년(1668년) 음력 3월 28일    | 현종 12년(1671년) 음력 5월 13일   | 여차 (汝車) | 묵재 (默齋) | 숙헌 (肅憲) | 남인 | 영의정에 임명됨  |
| 178  | 정치화 (鄭致和) | 동래 (東萊) | 현종 12년(1671년) 음력 5월 13일   | 현종 13년(1672년) 음력 4월 6일    | 성능 (聖能) | 기주 (棋洲) | -           | 서인 | 병으로 사직      |
| 179  | 송시열 (宋時烈) | 은진 (恩津) | 현종 13년(1672년) 음력 5월 16일   | 현종 13년(1672년) 음력 10월 11일  | 영보 (英甫) | 우암 (尤庵) | 문정 (文正) | 서인 | 사직             |
| 180  | 김수항 (金壽恒) | 안동 (安東) | 현종 13년(1672년) 음력 11월 30일  | 현종 14년(1673년) 음력 4월 1일    | 구지 (久之) | 문곡 (文谷) | 문충 (文忠) | 서인 | 죄를 청하고 사직 |
| 181  | 이경억 (李慶億) | 경주 (慶州) | 현종 14년(1673년) 음력 4월 1일    | 현종 14년(1673년) 음력 6월 2일    | 석이 (錫爾) | 화곡 (華谷) | 문익 (文翼) | 서인 | 병으로 면직      |
| 182  | 송시열 (宋時烈) | 은진 (恩津) | 현종 14년(1673년) 음력 6월 3일    | 현종 14년(1673년) 음력 8월 3일    | 영보 (英甫) | 우암 (尤庵) | 문정 (文正) | 서인 | 면직             |
| 183  | 정지화 (鄭知和) | 동래 (東萊) | 현종 15년(1674년) 음력 4월 26일   | 현종 15년(1674년) 음력 7월 24일   | 예경 (禮卿) | 남곡 (南谷) | -           | 서인 | 병으로 사직      |
| 184  | 김수항 (金壽恒) | 안동 (安東) | 현종 15년(1674년) 음력 7월 26일   | 숙종 즉위년(1674년) 음력 11월 2일 | 구지 (久之) | 문곡 (文谷) | 문충 (文忠) | 서인 | 우의정에 임명됨  |

### 숙종
| 대수 | 성명            | 본관        | 취임일                            | 퇴임일                           | 자          | 아호            | 시호        | 붕당 | 비고              |
| ---- | --------------- | ----------- | --------------------------------- | -------------------------------- | ----------- | --------------- | ----------- | ---- | ----------------- |
| 185  | 정치화 (鄭致和) | 동래 (東萊) | 숙종 즉위년(1674년) 음력 11월 2일 | 숙종 원년(1675년) 음력 2월 11일  | 성능 (聖能) | 기주 (棋洲)     | -           | 서인 | 해면              |
| 186  | 김수항 (金壽恒) | 안동 (安東) | 숙종 원년(1675년) 음력 2월 18일   | 숙종 원년(1675년) 음력 6월 2일   | 구지 (久之) | 문곡 (文谷)     | 문충 (文忠) | 서인 | 면직되고 유배당함 |
| 187  | 권대운 (權大運) | 안동 (安東) | 숙종 원년(1675년) 음력 6월 5일    | 숙종 5년(1679년) 음력 6월 17일   | 시회 (時會) | 석담 (石潭)     | -           | 남인 | 사직              |
| 188  | 민희 (閔熙)     | 여흥 (驪興) | 숙종 5년(1679년) 음력 8월 24일    | 숙종 6년(1680년) 음력 3월 30일   | 호여 (皞如) | 설루 (雪樓)     | 문충 (文忠) | 남인 | 경신환국으로 체직 |
| 189  | 정지화 (鄭知和) | 동래 (東萊) | 숙종 6년(1680년) 음력 4월 3일     | 숙종 6년(1680년) 음력 10월 8일   | 예경 (禮卿) | 남곡 (南谷)     | -           | 서인 | 사직              |
| 190  | 민정중 (閔鼎重) | 여흥 (驪興) | 숙종 6년(1680년) 음력 10월 12일   | 숙종 10년(1684년) 음력 10월 21일 | 대수 (大受) | 노봉 (老峯)     | 문충 (文忠) | 서인 | 병으로 사직       |
| 191  | 정지화 (鄭知和) | 동래 (東萊) | 숙종 10년(1684년) 음력 11월 17일  | 숙종 11년(1685년) 음력 5월 6일   | 예경 (禮卿) | 남곡 (南谷)     | -           | 서인 | 병으로 사직       |
| 192  | 민정중 (閔鼎重) | 여흥 (驪興) | 숙종 11년(1685년) 음력 5월 6일    | 숙종 11년(1685년) 음력 5월 15일  | 대수 (大受) | 노봉 (老峯)     | 문충 (文忠) | 서인 |                   |
| 193  | 정지화 (鄭知和) | 동래 (東萊) | 숙종 11년(1685년) 음력 5월 15일   | 숙종 11년(1685년) 음력 5월 17일  | 예경 (禮卿) | 남곡 (南谷)     | -           | 서인 | 병으로 사직       |
| 194  | 남구만 (南九萬) | 의령 (宜寧) | 숙종 11년(1685년) 음력 5월 18일   | 숙종 13년(1687년) 음력 3월 23일  | 운로 (雲路) | 약천 (藥泉)     | 문충 (文忠) | 서인 | 사직              |
| 195  | 이단하 (李端夏) | 덕수 (德水) | 숙종 13년(1687년) 음력 3월 24일   | 숙종 13년(1687년) 음력 8월 18일  | 계주 (季周) | 외재 (畏齋)     | 문충 (文忠) | 서인 | 병으로 사직       |
| 196  | 조사석 (趙師錫) | 양주 (楊州) | 숙종 14년(1688년) 음력 1월 20일   | 숙종 15년(1689년) 음력 1월 27일  | 공거 (公擧) | 만회 (晩悔)     | 충헌 (忠憲) | 서인 | 기사환국으로 사직 |
| 197  | 여성제 (呂聖齊) | 함양 (咸陽) | 숙종 15년(1689년) 음력 1월 27일   | 숙종 15년(1689년) 음력 2월 2일   | 희천 (希天) | 운포 (雲浦)     | 정혜 (靖惠) | 서인 | 영의정에 임명됨   |
| 198  | 목내선 (睦來善) | 사천 (泗川) | 숙종 15년(1689년) 음력 2월 2일    | 숙종 20년(1694년) 음력 4월 1일   | 내지 (來之) | 수옹 (睡翁)     | -           | 남인 | 갑술환국으로 삭직 |
| 199  | 민암 (閔黯)     | 여흥 (驪興) | 숙종 20년(1694년) 음력 4월 1일    | 숙종 20년(1694년) 음력 4월 14일  | 장유 (長孺) | 차호 (叉湖)     | -           | 남인 | 절도에 위리안치   |
| 200  | 박세채 (朴世采) | 반남 (潘南) | 숙종 20년(1694년) 음력 4월 27일   | 숙종 21년(1695년) 음력 2월 5일   | 화숙 (和叔) | 남계 (南溪)     | 문순 (文純) | 소론 | 사망              |
| 201  | 류상운 (柳尙運) | 문화 (文化) | 숙종 21년(1695년) 음력 2월 12일   | 숙종 22년(1696년) 음력 8월 11일  | 유구 (悠久) | 약재 (約齋)     | 충간 (忠簡) | 소론 | 영의정에 임명됨   |
| 202  | 윤지선 (尹趾善) | 파평 (坡平) | 숙종 22년(1696년) 음력 8월 11일   | 숙종 24년(1698년) 음력 12월 23일 | 중린 (仲麟) | 두포 (杜浦)     | -           | 소론 | 병으로 사직       |
| 203  | 이세백 (李世白) | 용인 (龍仁) | 숙종 24년(1698년) 음력 12월 24일  | 숙종 25년(1699년) 음력 3월 12일  | 중경 (仲庚) | 우사 (雩沙)     | 충정 (忠正) | 노론 | 사직              |
| 204  | 최석정 (崔錫鼎) | 전주 (全州) | 숙종 25년(1699년) 음력 3월 13일   | 숙종 25년(1699년) 음력 6월 20일  | 여시 (汝時) | 명곡 (明谷)     | 문정 (文貞) | 소론 |                   |
| 205  | 서문중 (徐文重) | 대구 (大丘) | 숙종 25년(1699년) 음력 6월 27일   | 숙종 26년(1700년) 음력 1월 16일  | 도윤 (道潤) | 몽어정 (夢漁亭) | 공숙 (恭肅) | 소론 | 영의정에 임명됨   |
| 206  | 이세백 (李世白) | 용인 (龍仁) | 숙종 26년(1700년) 음력 1월 16일   | 숙종 29년(1703년) 음력 4월 9일   | 중경 (仲庚) | 우사 (雩沙)     | 충정 (忠正) | 노론 | 사망              |
| 207  | 신완 (申琓)     | 평산 (平山) | 숙종 29년(1703년) 음력 4월 9일    | 숙종 29년(1703년) 음력 8월 6일   | 공헌 (公獻) | 경암 (絅庵)     | 문장 (文莊) | 노론 | 영의정에 임명됨   |
| 208  | 이여 (李畬)     | 덕수 (德水) | 숙종 29년(1703년) 음력 8월 6일    | 숙종 31년(1705년) 음력 10월 5일  | 자삼 (子三) | 수곡 (睡谷)     | 문경 (文敬) | 노론 | 사직              |
| 209  | 서종태 (徐宗泰) | 대구 (大丘) | 숙종 32년(1706년) 음력 2월 3일    | 숙종 33년(1707년) 음력 1월 11일  | 노망 (魯望) | 만정 (晩靜)     | 문효 (文孝) | 노론 | 사직              |
| 210  | 김창집 (金昌集) | 안동 (安東) | 숙종 33년(1707년) 음력 1월 12일   | 숙종 33년(1707년) 음력 5월 23일  | 여성 (汝成) | 몽와 (夢窩)     | 충헌 (忠獻) | 노론 | 사직              |
| 211  | 이유 (李濡)     | 전주 (全州) | 숙종 33년(1707년) 음력 10월 12일  | 숙종 34년(1708년) 음력 7월 26일  | 자우 (子雨) | 녹천 (鹿川)     | 혜정 (惠定) | 노론 | 면직              |
| 212  | 이이명 (李頤命) | 전주 (全州) | 숙종 35년(1709년) 음력 1월 16일   | 숙종 35년(1709년) 음력 4월 18일  | 지인 (智仁) | 소재 (疏齋)     | 문충 (文忠) | 노론 | 사직              |
| 213  | 서종태 (徐宗泰) | 대구 (大丘) | 숙종 35년(1709년) 음력 4월 18일   | 숙종 37년(1711년) 음력 4월 19일  | 노망 (魯望) | 만정 (晩靜)     | 문효 (文孝) | 노론 | 영의정에 임명됨   |
| 214  | 김창집 (金昌集) | 안동 (安東) | 숙종 37년(1711년) 음력 4월 19일   | 숙종 38년(1712년) 음력 9월 26일  | 여성 (汝成) | 몽와 (夢窩)     | 충헌 (忠獻) | 노론 | 우의정에 임명됨   |
| 215  | 서종태 (徐宗泰) | 대구 (大丘) | 숙종 38년(1712년) 음력 9월 26일   | 숙종 38년(1712년) 음력 11월 1일  | 노망 (魯望) | 만정 (晩靜)     | 문효 (文孝) | 노론 | 면직              |
| 216  | 이이명 (李頤命) | 전주 (全州) | 숙종 39년(1713년) 음력 3월 16일   | 숙종 39년(1713년) 음력 7월 4일   | 지인 (智仁) | 소재 (疏齋)     | 문충 (文忠) | 노론 | 사직              |
| 217  | 김창집 (金昌集) | 안동 (安東) | 숙종 39년(1713년) 음력 8월 29일   | 숙종 43년(1717년) 음력 5월 12일  | 여성 (汝成) | 몽와 (夢窩)     | 충헌 (忠獻) | 노론 | 영의정에 임명됨   |
| 218  | 이이명 (李頤命) | 전주 (全州) | 숙종 43년(1717년) 음력 5월 12일   | 숙종 43년(1717년) 음력 9월 23일  | 지인 (智仁) | 소재 (疏齋)     | 문충 (文忠) | 노론 | 상소로 면직       |
| 219  | 권상하 (權尙夏) | 안동 (安東) | 숙종 43년(1717년) 음력 10월 4일   | 숙종 46년(1720년) 음력 2월 6일   | 치도 (致道) | 수암 (遂菴)     | 문순 (文純) | 노론 | 고령으로 사직     |
| 220  | 이건명 (李健命) | 전주 (全州) | 경종 즉위년(1720년) 음력 2월 9일  | 경종 1년(1721년) 음력 12월 9일   | 중강 (仲剛) | 한포재 (寒圃齋) | 충민 (忠愍) | 노론 | 신임사화로 파직   |

### 경종
| 대수 | 성명            | 본관        | 취임일                           | 퇴임일                         | 자          | 아호        | 시호        | 붕당 | 비고            |
| ---- | --------------- | ----------- | -------------------------------- | ------------------------------ | ----------- | ----------- | ----------- | ---- | --------------- |
| 221  | 최규서 (崔奎瑞) | 해주 (海州) | 경종 원년(1721년) 음력 12월 19일 | 경종 3년(1723년) 음력 8월 17일 | 문숙 (文叔) | 간재 (艮齋) | 충정 (忠貞) | 소론 | 영의정에 임명됨 |
| 222  | 최석항 (崔錫恒) | 전주 (全州) | 경종 3년(1723년) 음력 8월 18일   | 경종 4년(1724년) 음력 2월 24일 | 여구 (汝久) | 손와 (損窩) | 충간 (忠簡) | 소론 | 사망            |

### 영조
| 대수 | 성명            | 본관        | 취임일                            | 퇴임일                            | 자          | 아호            | 시호        | 붕당 | 비고                                  |
| ---- | --------------- | ----------- | --------------------------------- | --------------------------------- | ----------- | --------------- | ----------- | ---- | ------------------------------------- |
| 223  | 이광좌 (李光佐) | 경주 (慶州) | 영조 즉위년(1724년) 음력 9월 21일 | 영조 즉위년(1724년) 음력 10월 3일 | 상보 (尙輔) | 운곡 (雲谷)     | 문충 (文忠) | 소론 | 영의정에 임명됨                       |
| 224  | 류봉휘 (柳鳳輝) | 문화 (文化) | 영조 즉위년(1724년) 음력 10월 3일 | 영조 원년(1725년) 음력 1월 29일   | 계창 (季昌) | 만암 (晩菴)     | 충정 (忠靖) | 소론 | 탄핵으로 면직                         |
| 225  | 조태억 (趙泰億) | 양주 (楊州) | 영조 원년(1725년) 음력 1월 30일   | 영조 원년(1725년) 음력 2월 26일   | 대년 (大年) | 겸재 (謙齋)     | 문충 (文忠) | 소론 | 탄핵                                  |
| 226  | 정호 (鄭澔)     | 연일 (延日) | 영조 원년(1725년) 음력 3월 3일    | 영조 원년(1725년) 음력 4월 23일   | 중순 (仲淳) | 장암 (丈巖)     | 문경 (文敬) | 노론 | 영의정에 임명됨                       |
| 227  | 민진원 (閔鎭遠) | 여흥 (驪興) | 영조 원년(1725년) 음력 4월 23일   | 영조 2년(1726년) 음력 1월 4일     | 성유 (聖猷) | 단암 (丹巖)     | 문충 (文忠) | 노론 | 면직                                  |
| 228  | 이관명 (李觀命) | 전주 (全州) | 영조 2년(1726년) 음력 1월 7일     | 영조 2년(1726년) 음력 5월 8일     | 자빈 (子賓) | 병산 (屛山)     | 문정 (文靖) | 노론 | 사직                                  |
| 229  | 홍치중 (洪致中) | 남양 (南陽) | 영조 2년(1726년) 음력 5월 13일    | 영조 3년(1727년) 음력 7월 1일     | 사능 (士能) | 북곡 (北谷)     | 충간 (忠簡) | 노론 | 우의정에 임명됨                       |
| 230  | 조태억 (趙泰億) | 양주 (楊州) | 영조 3년(1727년) 음력 7월 1일     | 영조 4년(1728년) 음력 6월 1일     | 대년 (大年) | 겸재 (謙齋)     | 문충 (文忠) | 소론 | 병으로 사직                           |
| 231  | 홍치중 (洪致中) | 남양 (南陽) | 영조 4년(1728년) 음력 6월 10일    | 영조 5년(1729년) 음력 6월 6일     | 사능 (士能) | 북곡 (北谷)     | 충간 (忠簡) | 노론 | 영의정에 임명됨                       |
| 232  | 이태좌 (李台佐) | 경주 (慶州) | 영조 5년(1729년) 음력 6월 6일     | 영조 5년(1729년) 음력 11월 6일    | 국언 (國彦) | 아곡 (鵝谷)     | 충정 (忠定) | 소론 | 사직                                  |
| 233  | 이집 (李㙫)     | 덕수 (德水) | 영조 6년(1730년) 음력 8월 18일    | 영조 7년(1731년) 음력 9월 19일    | 노천 (老泉) | 취촌 (醉村)     | 충헌 (忠憲) | 소론 | 모친상으로 사직                       |
| 234  | 조문명 (趙文命) | 풍양 (豊壤) | 영조 8년(1732년) 음력 5월 25일    | 영조 8년(1732년) 음력 10월 12일   | 숙장 (叔章) | 학암 (鶴巖)     | 문충 (文忠) | 소론 | 병이 위독하여 사직                    |
| 235  | 서명균 (徐命均) | 대구 (大丘) | 영조 8년(1732년) 음력 12월 26일   | 영조 11년(1735년) 음력 10월 3일   | 평보 (平甫) | 소고 (嘯皐)     | 문익 (文翼) | 노론 | 탄핵으로 사직                         |
| 236  | 김재로 (金在魯) | 청풍 (淸風) | 영조 11년(1735년) 음력 11월 20일  | 영조 16년(1740년) 음력 9월 28일   | 중례 (仲禮) | 청사 (淸沙)     | 충정 (忠靖) | 노론 | 영의정에 임명됨                       |
| 237  | 송인명 (宋寅明) | 여산 (礪山) | 영조 16년(1740년) 음력 9월 28일   | 영조 22년(1746년) 음력 8월 11일   | 성빈 (聖賓) | 장밀헌 (藏密軒) | 충헌 (忠憲) | 소론 | 사망                                  |
| 238  | 정석오 (鄭錫五) | 동래 (東萊) | 영조 22년(1746년) 음력 11월 30일  | 영조 23년(1747년) 음력 8월 27일   | 유호 (攸好) | -               | 정간 (貞簡) | 소론 | 병으로 사직                           |
| 239  | 조현명 (趙顯命) | 풍양 (豊壤) | 영조 23년(1747년) 음력 8월 27일   | 영조 25년(1749년) 음력 9월 2일    | 치회 (稚晦) | 귀록 (歸鹿)     | 충효 (忠孝) | 소론 | 면직                                  |
| 240  | 김약로 (金若魯) | 청풍 (淸風) | 영조 25년(1749년) 음력 12월 13일  | 영조 27년(1751년) 음력 4월 19일   | 이민 (而敏) | 만휴암 (晩休庵) | 충정 (忠正) | 노론 | 면직                                  |
| 241  | 조현명 (趙顯命) | 풍양 (豊壤) | 영조 27년(1751년) 음력 4월 19일   | 영조 27년(1751년) 음력 8월 14일   | 치회 (稚晦) | 귀록 (歸鹿)     | 충효 (忠孝) | 소론 | 영돈녕부사에 임명됨                   |
| 242  | 이종성 (李宗城) | 경주 (慶州) | 영조 28년(1752년) 음력 6월 11일   | 영조 28년(1752년) 음력 10월 17일  | 자고 (子固) | 오천 (梧川)     | 문충 (文忠) | 소론 | 영의정에 임명됨                       |
| 243  | 이천보 (李天輔) | 연안 (延安) | 영조 28년(1752년) 음력 10월 17일  | 영조 30년(1754년) 음력 5월 9일    | 의숙 (宜叔) | 진암 (晉庵)     | 문간 (文簡) | 노론 | 영의정에 임명됨                       |
| 244  | 김상로 (金尙魯) | 청풍 (淸風) | 영조 30년(1754년) 음력 5월 9일    | 영조 34년(1758년) 음력 8월 12일   | 경일 (景一) | 하계 (霞溪)     | 익헌 (翼獻) | 노론 | 파직                                  |
| 245  | 신만 (申晩)     | 평산 (平山) | 영조 34년(1758년) 음력 8월 15일   | 영조 35년(1759년) 음력 1월 21일   | 여성 (汝成) | -               | 효정 (孝正) | 노론 | 우의정에 임명됨                       |
| 246  | 김상로 (金尙魯) | 청풍 (淸風) | 영조 35년(1759년) 음력 1월 21일   | 영조 35년(1759년) 음력 5월 7일    | 경일 (景一) | 하계 (霞溪)     | 익헌 (翼獻) | 노론 | 영의정에 임명됨                       |
| 247  | 신만 (申晩)     | 평산 (平山) | 영조 35년(1759년) 음력 5월 7일    | 영조 36년(1760년) 음력 3월 10일   | 여성 (汝成) | -               | 효정 (孝正) | 노론 | 일련의 사태로 면직                    |
| 248  | 이후 (李𪻶)     | 연안 (延安) | 영조 36년(1760년) 음력 3월 12일   | 영조 37년(1761년) 음력 3월 4일    | 후옥 (厚玉) | 구옹 (癯翁)     | 정익 (定翼) | 노론 | 사도세자 평양 원유사건으로 음독자살함 |
| 249  | 홍봉한 (洪鳳漢) | 풍산 (豊山) | 영조 37년(1761년) 음력 8월 26일   | 영조 37년(1761년) 음력 9월 21일   | 익여 (翼汝) | 익익재 (翼翼齋) | 익정 (翼靖) | 노론 | 면직                                  |
| 250  | 정휘량 (鄭翬良) | 연일 (延日) | 영조 37년(1761년) 음력 9월 22일   | 영조 37년(1761년) 음력 10월 3일   | 자우 (子羽) | 남애 (南崖)     | 문헌 (文憲) | 소론 | 면직                                  |
| 251  | 홍봉한 (洪鳳漢) | 풍산 (豊山) | 영조 38년(1762년) 음력 윤 5월 7일 | 영조 39년(1763년) 음력 7월 4일    | 익여 (翼汝) | 익익재 (翼翼齋) | 익정 (翼靖) | 노론 | 영의정에 임명됨                       |
| 252  | 윤동도 (尹東度) | 파평 (坡平) | 영조 39년(1763년) 음력 7월 4일    | 영조 41년(1765년) 음력 6월 4일    | 경중 (敬仲) | 남애 (南厓)     | 정문 (靖文) | 소론 | 사직                                  |
| 253  | 김상복 (金相福) | 광산 (光山) | 영조 41년(1765년) 음력 8월 1일    | 영조 42년(1766년) 음력 6월 23일   | 중수 (仲受) | 직하 (稷下)     | 문헌 (文憲) | 노론 | 사직                                  |
| 254  | 김치인 (金致仁) | 청풍 (淸風) | 영조 42년(1766년) 음력 6월 24일   | 영조 42년(1766년) 음력 6월 30일   | 공서 (公恕) | 고정 (古亭)     | 헌숙 (憲肅) | 노론 | 사직                                  |
| 255  | 윤동도 (尹東度) | 파평 (坡平) | 영조 42년(1766년) 음력 6월 30일   | 영조 42년(1766년) 음력 8월 1일    | 경중 (敬仲) | 남애 (南厓)     | 정문 (靖文) | 소론 | 면직                                  |
| 256  | 김치인 (金致仁) | 청풍 (淸風) | 영조 42년(1766년) 음력 9월 12일   | 영조 42년(1766년) 음력 12월 9일   | 공서 (公恕) | 고정 (古亭)     | 헌숙 (憲肅) | 노론 | 파직                                  |
| 257  | 윤동도 (尹東度) | 파평 (坡平) | 영조 42년(1766년) 음력 12월 9일   | 영조 42년(1766년) 음력 12월 9일   | 경중 (敬仲) | 남애 (南厓)     | 정문 (靖文) | 소론 | 파직                                  |
| 258  | 한익모 (韓翼謩) | 청주 (淸州) | 영조 42년(1766년) 음력 12월 9일   | 영조 44년(1768년) 음력 6월 7일    | 경보 (敬甫) | 정견 (靜見)     | 문숙 (文肅) | 노론 | 사직                                  |
| 259  | 김양택 (金陽澤) | 광산 (光山) | 영조 44년(1768년) 음력 6월 8일    | 영조 44년(1768년) 음력 6월 9일    | 사서 (士舒) | 건암 (健菴)     | 문간 (文簡) | 노론 | 사직                                  |
| 260  | 한익모 (韓翼謩) | 청주 (淸州) | 영조 44년(1768년) 음력 6월 11일   | 영조 44년(1768년) 음력 11월 8일   | 경보 (敬甫) | 정견 (靜見)     | 문숙 (文肅) | 노론 | 파직                                  |
| 261  | 김양택 (金陽澤) | 광산 (光山) | 영조 44년(1768년) 음력 11월 9일   | 영조 45년(1769년) 음력 7월 1일    | 사서 (士舒) | 건암 (健菴)     | 문간 (文簡) | 노론 | 서지수의 시장에 관한 일로 파직        |
| 262  | 김상복 (金相福) | 광산 (光山) | 영조 45년(1769년) 음력 7월 4일    | 영조 46년(1770년) 음력 1월 4일    | 중수 (仲受) | 직하 (稷下)     | 문헌 (文憲) | 노론 | 사직                                  |
| 263  | 한익모 (韓翼謩) | 청주 (淸州) | 영조 46년(1770년) 음력 1월 10일   | 영조 48년(1772년) 음력 3월 11일   | 경보 (敬甫) | 정견 (靜見)     | 문숙 (文肅) | 노론 | 파직                                  |
| 264  | 신회 (申晦)     | 평산 (平山) | 영조 48년(1772년) 음력 3월 18일   | 영조 48년(1772년) 음력 7월 14일   | 여근 (汝根) | -               | -           | 노론 | 우의정에 임명됨                       |
| 265  | 이은 (李溵)     | 덕수 (德水) | 영조 48년(1772년) 음력 8월 2일    | 영조 48년(1772년) 음력 8월 20일   | 치호 (稚浩) | 첨재 (瞻齋)     | 충목 (忠穆) | 노론 | 삭직                                  |
| 266  | 김상철 (金尙喆) | 강릉 (江陵) | 영조 48년(1772년) 음력 9월 3일    | 영조 48년(1772년) 음력 10월 5일   | 사보 (士保) | 화서 (華西)     | 충익 (忠翼) | 소론 | 면직                                  |
| 267  | 이창의 (李昌誼) | 전주 (全州) | 영조 48년(1772년) 음력 10월 5일   | 영조 48년(1772년) 음력 10월 22일  | 성방 (聖方) | -               | 익헌 (翼獻) | 노론 | 병으로 사직                           |
| 268  | 김상철 (金尙喆) | 강릉 (江陵) | 영조 48년(1772년) 음력 10월 22일  | 영조 48년(1772년) 음력 11월 20일  | 사보 (士保) | 화서 (華西)     | 충익 (忠翼) | 소론 | 사직                                  |
| 269  | 이은 (李溵)     | 덕수 (德水) | 영조 48년(1772년) 음력 11월 22일  | 영조 49년(1773년) 음력 1월 27일   | 치호 (稚浩) | 첨재 (瞻齋)     | 충목 (忠穆) | 노론 | 충주목에 부처됨                       |
| 270  | 김상철 (金尙喆) | 강릉 (江陵) | 영조 49년(1773년) 음력 1월 28일   | 영조 50년(1774년) 음력 6월 21일   | 사보 (士保) | 화서 (華西)     | 충익 (忠翼) | 소론 | 사직                                  |
| 271  | 이은 (李溵)     | 덕수 (德水) | 영조 50년(1774년) 음력 6월 21일   | 영조 50년(1774년) 음력 6월 28일   | 치호 (稚浩) | 첨재 (瞻齋)     | 충목 (忠穆) | 노론 | 유양을 청하여 면직                    |
| 272  | 김상철 (金尙喆) | 강릉 (江陵) | 영조 50년(1774년) 음력 6월 29일   | 영조 50년(1774년) 음력 7월 1일    | 사보 (士保) | 화서 (華西)     | 충익 (忠翼) | 소론 | 면작                                  |
| 273  | 이은 (李溵)     | 덕수 (德水) | 영조 50년(1774년) 음력 7월 5일    | 영조 50년(1774년) 음력 7월 7일    | 치호 (稚浩) | 첨재 (瞻齋)     | 충목 (忠穆) | 노론 | 사직                                  |
| 274  | 이사관 (李思觀) | 한산 (韓山) | 영조 50년(1774년) 음력 7월 8일    | 영조 51년(1775년) 음력 7월 1일    | 숙빈 (叔賓) | -               | 효정 (孝靖) | 노론 | 정승에서 면직                         |
| 275  | 홍인한 (洪麟漢) | 풍산 (豊山) | 영조 51년(1775년) 음력 7월 7일    | 영조 51년(1775년) 음력 12월 3일   | 정여 (定汝) | -               | -           | 노론 | 삭직                                  |
| 276  | 이사관 (李思觀) | 한산 (韓山) | 영조 51년(1775년) 음력 12월 4일   | 영조 52년(1776년) 음력 1월 15일   | 숙빈 (叔賓) | -               | 효정 (孝靖) | 노론 | 우의정으로 임명됨                     |
| 277  | 이은 (李溵)     | 덕수 (德水) | 영조 52년(1776년) 음력 1월 15일   | 영조 52년(1776년) 음력 2월 3일    | 치호 (稚浩) | 첨재 (瞻齋)     | 충목 (忠穆) | 노론 | 사직                                  |
| 278  | 신회 (申晦)     | 평산 (平山) | 영조 52년(1776년) 음력 2월 9일    | 정조 즉위년(1776년) 음력 3월 21일 | 여근 (汝根) | -               | -           | 노론 | 판중추부사가 됨                       |

### 정조
| 대수 | 성명            | 본관        | 취임일                            | 퇴임일                            | 자          | 아호            | 시호        | 붕당      | 비고                            |
| ---- | --------------- | ----------- | --------------------------------- | --------------------------------- | ----------- | --------------- | ----------- | --------- | ------------------------------- |
| 279  | 김상철 (金尙喆) | 강릉 (江陵) | 정조 즉위년(1776년) 음력 3월 22일 | 정조 즉위년(1776년) 음력 3월 28일 | 사보 (士保) | 화서 (華西)     | 충익 (忠翼) | 소론      | 해임                            |
| 280  | 정존겸 (鄭存謙) | 동래 (東萊) | 정조 즉위년(1776년) 음력 3월 28일 | 정조 즉위년(1776년) 음력 4월 11일 | 대수 (大受) | 양암 (陽菴)     | 문안 (文安) | 노론      | 우의정에 임명됨                 |
| 281  | 김상철 (金尙喆) | 강릉 (江陵) | 정조 즉위년(1776년) 음력 4월 11일 | 정조 원년(1777년) 음력 6월 4일    | 사보 (士保) | 화서 (華西)     | 충익 (忠翼) | 소론      | 사직                            |
| 282  | 정존겸 (鄭存謙) | 동래 (東萊) | 정조 원년(1777년) 음력 6월 11일   | 정조 2년(1778년) 음력 6월 11일    | 대수 (大受) | 양암 (陽菴)     | 문안 (文安) | 노론      | 아버지의 병환으로 사직          |
| 283  | 서명선 (徐命善) | 대구 (大丘) | 정조 2년(1778년) 음력 6월 11일    | 정조 3년(1779년) 음력 9월 29일    | 계중 (繼仲) | 귀천 (歸泉)     | 충헌 (忠憲) | 소론 벽파 | 영의정에 임명됨                 |
| 284  | 홍낙순 (洪樂純) | 풍산 (豊山) | 정조 3년(1779년) 음력 9월 29일    | 정조 4년(1780년) 음력 1월 8일     | 백효 (伯孝) | 대릉 (大陵)     | 문헌 (文憲) | 노론      | 홍국영과 관련되어 삭탈관직당함  |
| 285  | 이은 (李溵)     | 덕수 (德水) | 정조 4년(1780년) 음력 1월 8일     | 정조 4년(1780년) 음력 5월 14일    | 치호 (稚浩) | 첨재 (瞻齋)     | 충목 (忠穆) | 노론 벽파 | 상소로 면직                     |
| 286  | 서명선 (徐命善) | 대구 (大丘) | 정조 4년(1780년) 음력 5월 15일    | 정조 5년(1781년) 음력 1월 6일     | 계중 (繼仲) | 귀천 (歸泉)     | 충헌 (忠憲) | 소론 벽파 | 영의정에 임명됨                 |
| 287  | 홍낙성 (洪樂性) | 풍산 (豊山) | 정조 6년(1782년) 음력 1월 22일    | 정조 6년(1782년) 음력 7월 22일    | 자안 (子安) | 항재 (恒齋)     | 효안 (孝安) | 노론 시파 | 파직                            |
| 288  | 이복원 (李福源) | 연안 (延安) | 정조 6년(1782년) 음력 8월 3일     | 정조 7년(1783년) 음력 2월 29일    | 수지 (綏之) | 쌍계 (雙溪)     | 문정 (文靖) | 소론 시파 |                                 |
| 289  | 홍낙성 (洪樂性) | 풍산 (豊山) | 정조 7년(1783년) 음력 3월 8일     | 정조 7년(1783년) 음력 6월 12일    | 자안 (子安) | 항재 (恒齋)     | 효안 (孝安) | 노론 시파 | 교외로 나가있다가 사직          |
| 290  | 이복원 (李福源) | 연안 (延安) | 정조 7년(1783년) 음력 6월 12일    | 정조 8년(1784년) 음력 10월 8일    | 수지 (綏之) | 쌍계 (雙溪)     | 문정 (文靖) | 소론 시파 | 사직                            |
| 291  | 홍낙성 (洪樂性) | 풍산 (豊山) | 정조 8년(1784년) 음력 10월 11일   | 정조 10년(1786년) 음력 2월 13일   | 자안 (子安) | 항재 (恒齋)     | 효안 (孝安) | 노론 시파 | 옥사 논의 중 사실과 달라 면직됨 |
| 292  | 이복원 (李福源) | 연안 (延安) | 정조 10년(1786년) 음력 7월 21일   | 정조 11년(1787년) 음력 2월 24일   | 수지 (綏之) | 쌍계 (雙溪)     | 문정 (文靖) | 소론 시파 | 나이가 많아서 사직              |
| 293  | 이재협 (李在協) | 용인 (龍仁) | 정조 11년(1787년) 음력 2월 25일   | 정조 12년(1788년) 음력 2월 7일    | 여고 (汝皐) | -               | -           | 소론 시파 | 파직                            |
| 294  | 이성원 (李性源) | 연안 (延安) | 정조 12년(1788년) 음력 2월 11일   | 정조 13년(1789년) 음력 7월 27일   | 선지 (善之) | 호은 (湖隱)     | 문숙 (文肅) | 소론 시파 | 사직                            |
| 295  | 이재협 (李在協) | 용인 (龍仁) | 정조 13년(1789년) 음력 7월 27일   | 정조 13년(1789년) 음력 9월 27일   | 여고 (汝皐) | -               | -           | 소론 시파 | 영의정에 임명됨                 |
| 296  | 채제공 (蔡濟恭) | 평강 (平康) | 정조 13년(1789년) 음력 9월 27일   | 정조 17년(1793년) 음력 5월 25일   | 백규 (伯規) | 번암 (樊巖)     | 문숙 (文肅) | 남인      | 영의정에 임명됨                 |
| 297  | 김종수 (金鍾秀) | 청풍 (淸風) | 정조 17년(1793년) 음력 5월 25일   | 정조 17년(1793년) 음력 6월 4일    | 정부 (定夫) | 몽오 (夢梧)     | 문충 (文忠) | 노론 벽파 | 영의정과의 불화로 사직          |
| 298  | 김이소 (金履素) | 안동 (安東) | 정조 17년(1793년) 음력 6월 13일   | 정조 19년(1795년) 음력 1월 26일   | 백안 (伯安) | 용암 (庸庵)     | 익헌 (翼憲) | 노론 시파 | 해면                            |
| 299  | 유언호 (兪彦鎬) | 기계 (杞溪) | 정조 19년(1795년) 음력 1월 26일   | 정조 19년(1795년) 음력 12월 16일  | 사경 (士京) | 칙지헌 (則止軒) | 충문 (忠文) | 노론 벽파 | 병으로 사직                     |
| 300  | 채제공 (蔡濟恭) | 평강 (平康) | 정조 19년(1795년) 음력 12월 16일  | 정조 22년(1798년) 음력 6월 2일    | 백규 (伯規) | 번암 (樊巖)     | 문숙 (文肅) | 남인      | 파직                            |
| 301  | 이병모 (李秉模) | 덕수 (德水) | 정조 22년(1798년) 음력 8월 28일   | 정조 23년(1799년) 음력 9월 28일   | 이칙 (彛則) | 정수재 (靜修齋) | 문익 (文翼) | 소론 시파 | 사직한 뒤 영의정에 임명됨       |
| 302  | 심환지 (沈煥之) | 청송 (靑松) | 정조 23년(1799년) 음력 9월 28일   | 순조 즉위년(1800년) 음력 7월 4일  | 휘원 (輝元) | 만포 (晩圃)     | 문충 (文忠) | 노론 벽파 | 영의정에 임명됨                 |

### 순조
| 대수 | 성명            | 본관        | 취임일                           | 퇴임일                           | 자          | 아호        | 시호        | 붕당 | 비고                         |
| ---- | --------------- | ----------- | -------------------------------- | -------------------------------- | ----------- | ----------- | ----------- | ---- | ---------------------------- |
| 303  | 이시수 (李時秀) | 연안 (延安) | 순조 즉위년(1800년) 음력 7월 4일 | 순조 2년(1802년) 음력 10월 27일  | 치가 (稚可) | 급건 (及健) | 충정 (忠正) | 시파 | 영의정에 임명됨              |
| 304  | 서용보 (徐龍輔) | 대구 (大丘) | 순조 2년(1802년) 음력 10월 27일  | 순조 4년(1804년) 음력 3월 6일    | 여중 (汝中) | 심재 (心齋) | 익헌 (翼獻) | 시파 | 면직                         |
| 305  | 이시수 (李時秀) | 연안 (延安) | 순조 4년(1804년) 음력 3월 22일   | 순조 4년(1804년) 음력 7월 10일   | 치가 (稚可) | 급건 (及健) | 충정 (忠正) | 시파 | 상소로 삭출                  |
| 306  | 서매수 (徐邁修) | 대구 (大丘) | 순조 4년(1804년) 음력 7월 13일   | 순조 5년(1805년) 음력 10월 15일  | 덕이 (德而) | 당헌 (戇軒) | 익헌 (翼憲) | 벽파 | 판중추부사에 임명됨          |
| 307  | 이경일 (李敬一) | 경주 (慶州) | 순조 5년(1805년) 음력 10월 15일  | 순조 5년(1805년) 음력 12월 6일   | 원회 (元會) | 청헌 (聽軒) | 효정 (孝定) | 시파 | 사직                         |
| 308  | 한용귀 (韓用龜) | 청주 (淸州) | 순조 5년(1805년) 음력 12월 7일   | 순조 6년(1806년) 음력 2월 15일   | 계형 (季亨) | 만오 (晩悟) | 익정 (翼貞) | 시파 | 사직                         |
| 309  | 서용보 (徐龍輔) | 대구 (大丘) | 순조 6년(1806년) 음력 2월 21일   | 순조 6년(1806년) 음력 4월 5일    | 여중 (汝中) | 심재 (心齋) | 익헌 (翼獻) | 시파 |                              |
| 310  | 이시수 (李時秀) | 연안 (延安) | 순조 6년(1806년) 음력 4월 5일    | 순조 8년(1808년) 음력 4월 6일    | 치가 (稚可) | 급건 (及健) | 충정 (忠正) | 시파 | 병으로 사직                  |
| 311  | 김재찬 (金載瓚) | 연안 (延安) | 순조 8년(1808년) 음력 윤 5월 5일 | 순조 12년(1812년) 음력 5월 1일   | 국보 (國寶) | 해석 (海石) | 문충 (文忠) | 시파 | 영의정에 임명됨              |
| 312  | 한용귀 (韓用龜) | 청주 (淸州) | 순조 12년(1812년) 음력 5월 1일   | 순조 17년(1817년) 음력 2월 15일  | 계형 (季亨) | 만오 (晩悟) | 익정 (翼貞) | 시파 | 사직                         |
| 313  | 김재찬 (金載瓚) | 연안 (延安) | 순조 17년(1817년) 음력 7월 26일  | 순조 17년(1817년) 음력 9월 9일   | 국보 (國寶) | 해석 (海石) | 문충 (文忠) | 시파 | 문외출송 당함                |
| 314  | 김사목 (金思穆) | 경주 (慶州) | 순조 19년(1819년) 음력 1월 25일  | 순조 19년(1819년) 음력 12월 25일 | 백심 (伯深) | 운소 (雲巢) | 경헌 (敬獻) | 시파 | 고령으로 사직                |
| 315  | 남공철 (南公轍) | 의령 (宜寧) | 순조 21년(1821년) 음력 4월 27일  | 순조 22년(1822년) 음력 3월 6일   | 원평 (元平) | 금릉 (金陵) | 문헌 (文獻) | 시파 | 사직                         |
| 316  | 이상황 (李相璜) | 전주 (全州) | 순조 24년(1824년) 음력 9월 22일  | 순조 29년(1829년) 음력 4월 15일  | 주옥 (周玉) | 동어 (桐漁) | 문익 (文翼) | 시파 | 병으로 사직                  |
| 317  | 이존수 (李存秀) | 연안 (延安) | 순조 29년(1829년) 음력 6월 11일  | 순조 29년(1829년) 음력 10월 13일 | 성로 (聖老) | 금석 (金石) | 문익 (文翼) | 시파 | 사망                         |
| 318  | 이상황 (李相璜) | 전주 (全州) | 순조 29년(1829년) 음력 10월 15일 | 순조 33년(1833년) 음력 5월 16일  | 주옥 (周玉) | 동어 (桐漁) | 문익 (文翼) | 시파 | 영의정에 임명됨              |
| 319  | 심상규 (沈象奎) | 청송 (靑松) | 순조 33년(1833년) 음력 5월 16일  | 순조 34년(1834년) 음력 7월 9일   | 가권 (可權) | 두실 (斗室) | 문숙 (文肅) | 시파 | 영의정에 임명됨              |
| 320  | 홍석주 (洪奭周) | 풍산 (豊山) | 순조 34년(1834년) 음력 7월 9일   | 헌종 2년(1836년) 음력 12월 28일  | 성백 (成伯) | 연천 (淵泉) | 문간 (文簡) | 시파 | 삼사의 탄핵으로 삭탈관직당함 |

### 헌종
| 대수 | 성명            | 본관        | 취임일                          | 퇴임일                          | 자          | 아호        | 시호        | 붕당        | 비고        |
| ---- | --------------- | ----------- | ------------------------------- | ------------------------------- | ----------- | ----------- | ----------- | ----------- | ----------- |
| 321  | 박종훈 (朴宗薰) | 반남 (潘南) | 헌종 3년(1837년) 음력 2월 19일  | 헌종 4년(1838년) 음력 1월 29일  | 순가 (舜可) | 두계 (荳溪) | 문정 (文貞) | 반남 박씨파 | 사직        |
| 322  | 김홍근 (金弘根) | 안동 (安東) | 헌종 4년(1838년) 음력 2월 4일   | 헌종 8년(1842년) 음력 10월 25일 | 의경 (毅卿) | 춘산 (春山) | 문익 (文翼) | 안동 김씨파 | 병으로 사직 |
| 323  | 정원용 (鄭元容) | 동래 (東萊) | 헌종 8년(1842년) 음력 10월 30일 | 헌종 9년(1843년) 음력 4월 6일   | 선지 (善之) | 경산 (經山) | 문충 (文忠) | 안동 김씨파 | 상소로 사직 |
| 324  | 권돈인 (權敦仁) | 안동 (安東) | 헌종 9년(1843년) 음력 6월 8일   | 헌종 11년(1845년) 음력 3월 27일 | 경희 (景羲) | 이재 (彝齋) | 문헌 (文獻) | 풍양 조씨파 |             |
| 325  | 김도희 (金道喜) | 경주 (慶州) | 헌종 11년(1845년) 음력 5월 19일 | 철종 원년(1850년) 음력 1월 11일 | 사경 (士經) | 주하 (柱下) | 효헌 (孝憲) | 무소속      | 사직        |

### 철종
| 대수 | 성명            | 본관        | 취임일                          | 퇴임일                             | 자          | 아호        | 시호        | 붕당        | 비고            |
| ---- | --------------- | ----------- | ------------------------------- | ---------------------------------- | ----------- | ----------- | ----------- | ----------- | --------------- |
| 326  | 정원용 (鄭元容) | 동래 (東萊) | 철종 원년(1850년) 음력 1월 15일 | 철종 원년(1850년) 음력 11월 11일   | 선지 (善之) | 경산 (經山) | 문충 (文忠) | 안동 김씨파 | 사직            |
| 327  | 김흥근 (金興根) | 안동 (安東) | 철종 2년(1851년) 음력 1월 9일   | 철종 2년(1851년) 음력 12월 29일    | 기경 (起卿) | 유관 (游觀) | 충문 (忠文) | 안동 김씨파 | 사직            |
| 328  | 박영원 (朴永元) | 고령 (高靈) | 철종 3년(1852년) 음력 1월 3일   | 철종 3년(1852년) 음력 4월 26일     | 성기 (聖氣) | 오서 (梧墅) | 문익 (文翼) | 풍양 조씨파 | 사직            |
| 329  | 이헌구 (李憲球) | 전주 (全州) | 철종 3년(1852년) 음력 4월 29일  | 철종 4년(1853년) 음력 2월 25일     | 치서 (稚瑞) | 국간 (菊幹) | 충간 (忠簡) | 풍양 조씨파 | 사직            |
| 330  | 김도희 (金道喜) | 경주 (慶州) | 철종 7년(1856년) 음력 6월 1일   | 철종 8년(1857년) 음력 3월 24일     | 사경 (士經) | 주하 (柱下) | 효헌 (孝憲) | 무소속      | 사직            |
| 331  | 조두순 (趙斗淳) | 양주 (楊州) | 철종 9년(1858년) 음력 4월 1일   | 철종 9년(1858년) 음력 12월 19일    | 원칠 (元七) | 심암 (心菴) | 문헌 (文獻) | 풍양 조씨파 | 사직            |
| 332  | 박회수 (朴晦壽) | 반남 (潘南) | 철종 10년(1859년) 음력 2월 6일  | 철종 11년(1860년) 음력 윤 3월 23일 | 자목 (子木) | 호곡 (壺谷) | 숙헌 (肅獻) | 무소속      | 사직            |
| 333  | 조두순 (趙斗淳) | 양주 (楊州) | 철종 11년(1860년) 음력 4월 9일  | 고종 1년(1864년) 음력 6월 15일     | 원칠 (元七) | 심암 (心菴) | 문헌 (文獻) | 풍양 조씨파 | 영의정에 임명됨 |

### 고종
| 대수 | 성명            | 본간        | 취임일                             | 퇴임일                            | 자          | 아호        | 시호        | 붕당       | 비고                |
| ---- | --------------- | ----------- | ---------------------------------- | --------------------------------- | ----------- | ----------- | ----------- | ---------- | ------------------- |
| 334  | 이유원 (李裕元) | 경주 (慶州) | 고종 원년(1864년) 음력 6월 15일    | 고종 2년(1865년) 음력 2월 25일    | 경춘 (景春) | 귤산 (橘山) | 충문 (忠文) | 무소속     |                     |
| 335  | 김병학 (金炳學) | 안동 (安東) | 고종 2년(1865년) 음력 3월 3일      | 고종 4년(1867년) 음력 3월 14일    | 경교 (景敎) | 영초 (穎樵) | 문헌 (文獻) | 대원군파   | 사직                |
| 336  | 김병학 (金炳學) | 안동 (安東) | 고종 4년(1867년) 음력 5월 3일      | 고종 4년(1867년) 음력 5월 18일    | 경교 (景敎) | 영초 (穎樵) | 문헌 (文獻) | 대원군파   | 영의정에 임명됨     |
| 337  | 류후조 (柳厚祚) | 풍산 (豊山) | 고종 4년(1867년) 음력 5월 18일     | 고종 4년(1867년) 음력 7월 15일    | 재가 (載可) | 매산 (梅山) | 문헌 (文憲) | 대원군파   |                     |
| 338  | 이유원 (李裕元) | 경주 (慶州) | 고종 5년(1868년) 음력 윤 4월 11일  | 고종 5년(1868년) 음력 윤 4월 23일 | 경춘 (景春) | 귤산 (橘山) | 충문 (忠文) | 중전파     |                     |
| 339  | 강로 (姜㳣)     | 진주 (晉州) | 고종 9년(1872년) 음력 10월 12일    | 고종 10년(1873년) 음력 11월 11일  | 기중 (期中) | 표운 (豹雲) | 익헌 (翼憲) | 대원군파   |                     |
| 340  | 이최응 (李最應) | 전주 (全州) | 고종 11년(1874년) 음력 12월 17일   | 고종 12년(1875년) 음력 11월 20일  | 양백 (良伯) | 산향 (山響) | 충익 (忠翼) | 수구당     |                     |
| 341  | 김병국 (金炳國) | 안동 (安東) | 고종 15년(1878년) 음력 8월 18일    | 고종 17년(1880년) 음력 2월 17일   | 경용 (景用) | 영어 (穎漁) | 충문 (忠文) | 개화당     |                     |
| 342  | 김병국 (金炳國) | 안동 (安東) | 고종 17년(1880년) 음력 8월 28일    | 고종 19년(1882년) 음력 1월 12일   | 경용 (景用) | 영어 (穎漁) | 충문 (忠文) | 개화당     |                     |
| 343  | 서당보 (徐堂輔) | 대구 (大丘) | 고종 19년(1882년) 음력 1월 12일    | 고종 19년(1882년) 음력 1월 13일   | 계긍 (季肯) | 다사 (茶史) | 문간 (文簡) | 수구당     |                     |
| 344  | 송근수 (宋近洙) | 은진 (恩津) | 고종 19년(1882년) 음력 1월 13일    | 고종 19년(1882년) 음력 5월 3일    | 근술 (近述) | 입재 (立齋) | 문헌 (文獻) | 위정척사파 |                     |
| 345  | 김병국 (金炳國) | 안동 (安東) | 고종 19년(1882년) 음력 9월 2일     | 고종 21년(1884년) 음력 4월 29일   | 경용 (景用) | 영어 (穎漁) | 충문 (忠文) | 개화당     | 영돈녕부사에 임명됨 |
| 346  | 이재원 (李載元) | 전주 (全州) | 고종 21년(1884년) 음력 10월 18일   | 고종 21년(1884년) 음력 10월 20일  | 순팔 (舜八) | -           | 효정 (孝貞) | 개화당     |                     |
| 347  | 심순택 (沈舜澤) | 청송 (靑松) | 고종 21년(1884년) 음력 10월 20일   | 고종 21년(1884년) 음력 10월 21일  | 치화 (穉華) | -           | 문충 (文忠) | 개화당     | 영의정에 임명됨     |
| 348  | 김홍집 (金弘集) | 경주 (慶州) | 고종 21년(1884년) 음력 10월 21일   | 고종 21년(1884년) 음력 11월 27일  | 경능 (敬能) | 도원 (道園) | 충헌 (忠獻) | 개화당     |                     |
| 349  | 김병덕 (金炳德) | 안동 (安東) | 고종 22년(1885년) 음력 11월 2일    | 고종 22년(1885년) 음력 11월 9일   | 성일 (聖一) | 약산 (約山) | 문헌 (文獻) | 무소속     |                     |
| 350  | 김병시 (金炳始) | 안동 (安東) | 고종 23년(1886년) 음력 8월 6일     | 고종 23년(1886년) 음력 9월 13일   | 성초 (聖初) | 용암 (蓉庵) | 충문 (忠文) | 수구당     | 판중추부사에 임명됨 |
| 351  | 김병시 (金炳始) | 안동 (安東) | 고종 23년(1886년) 음력 9월 29일    | 고종 23년(1886년) 음력 10월 10일  | 성초 (聖初) | 용암 (蓉庵) | 충문 (忠文) | 수구당     |                     |
| 352  | 김홍집 (金弘集) | 경주 (慶州) | 고종 24년(1887년) 음력 10월 29일   | 고종 25년(1888년) 음력 3월 21일   | 경능 (敬能) | 도원 (道園) | 충헌 (忠獻) | 개화당     |                     |
| 353  | 김병시 (金炳始) | 안동 (安東) | 고종 25년(1888년) 음력 8월 18일    | 고종 25년(1888년) 음력 9월 30일   | 성초 (聖初) | 용암 (蓉庵) | 충문 (忠文) | 수구당     | 판중추부사에 임명됨 |
| 354  | 송근수 (宋近洙) | 은진 (恩津) | 고종 29년(1892년) 음력 윤 6월 17일 | 고종 29년(1892년) 음력 7월 21일   | 근술 (近述) | 입재 (立齋) | 문헌 (文獻) | 위정척사파 |                     |
| 355  | 조병세 (趙秉世) | 양주 (楊州) | 고종 30년(1893년) 음력 2월 2일     | 고종 31년(1894년) 음력 7월 3일    | 치현 (穉顯) | 산재 (山齋) | 충정 (忠正) | 수구당     |                     |

## 추서된 좌의정
- 전식 (全湜, 1563년 ~ 1642년)
- 이정 (李貞, 1511년 ~ 1583년) - 이순신 아버지이다.

## 같이 보기
- 의정부
- 영의정
- 우의정